# Cher
Cher (nascida Cheryl Sarkisian; El Centro, 20 de maio de 1946) é uma cantora, atriz e  personalidade de televisão americana, apelidada de "Deusa do Pop". Conhecida por sua voz grave de contralto, estilo ousado e reinvenções constantes, sua carreira multifacetada abrange sete décadas, consolidando-a como ícone cultural. Cher ascendeu à fama em 1965 com a dupla Sonny & Cher, ao lado de seu então marido, e também com sucessos solos como "All I Really Want to Do" e "Bang Bang (My Baby Shot Me Down)". Nos anos 1970, Cher divorciou-se de Sonny Bono e liderou a Billboard Hot 100 com os sucessos "Gypsys, Tramps & Thieves", "Half-Breed" e "Dark Lady", tornando-se a cantora solo com mais músicas no topo das paradas nos EUA até então.
Após uma pausa para focar na carreira de atriz, Cher retornou à música com álbuns de rock nos anos 1980 e 1990, como Heart of Stone (1989) e Love Hurts (1991), e hits como "If I Could Turn Back Time" e "The Shoop Shoop Song (It's in His Kiss)". Em 1998, lançou o álbum de eurodance Believe (1998), revolucionando o uso do Auto-Tune, uma ferramenta de correção vocal até então mantida como segredo comercial, ao empregá-la de forma audível e proposital, criando uma sonoridade robótica e inovadora, popularmente conhecida como "efeito Cher". A faixa-título se tornou a música número um de 1999 na Billboard Hot 100 e o single mais vendido por uma cantora na história do Reino Unido. Cher continuou a explorar o dance-pop com álbuns como Living Proof (2001) e Dancing Queen (2018). Com o single "DJ Play a Christmas Song", do álbum natalino Christmas (2023), ela se tornou a única artista solo a liderar as paradas da Billboard em sete décadas consecutivas, dos anos 1960 aos anos 2020.
Na televisão, Cher estrelou programas de grande audiência na década de 1970, incluindo The Sonny & Cher Comedy Hour e o solo Cher, alcançando mais de 30 milhões de telespectadores semanais. Estreou como atriz de teatro na Broadway em 1982 e, em seguida, migrou para o cinema, onde protagonizou sucessos como Marcas do Destino (1985), As Bruxas de Eastwick (1987), Minha Mãe É uma Sereia (1990), Chá com Mussolini (1999), Burlesque (2010) e Mamma Mia! Lá Vamos Nós De Novo (2018). Cher foi indicada ao Oscar de melhor atriz coadjuvante por Silkwood: O Retrato de uma Coragem (1983) e é vencedora do Oscar de melhor atriz por Feitiço da Lua (1987). Sua estreia como diretora ocorreu em O Preço de uma Escolha (1996). O musical The Cher Show, baseado em sua vida, estreou na Broadway em 2018.
Com mais de 100 milhões de discos vendidos, Cher é uma das artistas mais bem-sucedidas da história. Suas conquistas incluem um lugar no Hall da Fama do Rock and Roll, um Oscar, um Emmy, um Grammy, três Globos de Ouro, um Cannes, um Prêmio Kennedy e um prêmio especial do Conselho de Designers de Moda dos Estados Unidos. Sua Living Proof: The Farewell Tour (2002–2005) encerrou como a turnê de maior bilheteria por uma artista feminina, arrecadando 250 milhões de dólares. Cher também é reconhecida por sua influência na moda, opiniões políticas, presença nas redes sociais, esforços filantrópicos e ativismo em causas sociais, incluindo a defesa dos direitos LGBTQIA+ e a prevenção ao HIV/AIDS.

## Origem, infância e adolescência
Cher (AFI: [ˈʃɛər];) nasceu com o nome de Cheryl Sarkisian em El Centro, na Califórnia, em 20 de maio de 1946. Seu pai, John "Johnny" Paul Sarkisian, era filho de imigrantes armênios refugiados nos Estados Unidos e naturalizados estadunidenses. Seu pai trabalhava como caminhoneiro, seus avós paternos eram sobreviventes do Genocídio Armênio e sua mãe, Jackie Jean Crouch, era uma aspirante a atriz e modelo que atendia pelo nome artístico de Georgia Holt. De origens multiculturais, através de sua mãe, Cher possui ascendência irlandesa, inglesa, alemã, francesa e holandesa. Assim como sua mãe, Cher declara ter em parte remota ascendência ameríndia dos povos nativos dos Estados Unidos, especificamente do povo cherokee, sua mãe Georgia Holt, afirmava ter ascendência indígena cherokee. A relação de seus pais era tempestuosa, como ela revelou anos mais tarde: "Eu [...] tinha dez meses de idade quando ela [sua mãe] se separou do meu pai pela primeira vez e foi a Reno (Nevada) pedir o divórcio". Depois dessa ocasião, eles se casaram e se divorciaram mais duas vezes. O terceiro de oito casamentos de sua mãe foi com o ator John Southall, pai de sua meio-irmã, Georganne. Apesar da união ter durado apenas cinco anos, ela o considera seu pai verdadeiro e se lembra dele como "um homem de boa índole que ficava agressivo quando bebia demais". Eles se divorciaram quando ela tinha nove anos de idade, depois sua mãe se casou com Gilbert Hartmann LaPiere, um gerente de bancos que adotou legalmente à Cher e sua irmã Georganne e incluiu o sobrenome "LaPiere" em seus nomes, tornando-as legalmente suas filhas.

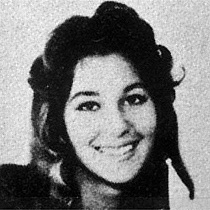
Cher durante os anos de colegial

Os vários casamentos e subsequentes divórcios de sua mãe fizeram com que Cher e sua meio-irmã estivessem constantemente de mudança, geralmente com pouco dinheiro. Em determinado momento, sua mãe foi forçada a colocá-la em um orfanato. Embora ela a visitasse todos os dias, foi uma época dolorosa para mãe e filha, como relembrou Georganne: "Minha mãe se recorda disso como a experiência mais traumática da vida dela". Os familiares de Cher tomaram conhecimento de sua criatividade em tenra idade, quando ela "produziu" para sua classe o musical Oklahoma!. Segundo o biógrafo Connie Berman, "ela reuniu um grupo de garotas e dirigiu e criou as coreografias. Como não podia contar com garotos, ela atuou nos papéis masculinos e cantou suas músicas. Mesmo nessa idade, ela já tinha uma voz grave". Apesar dos tempos difíceis e da vida instável, ela tinha um sonho de infância: ser famosa, como ela comentaria anos mais tarde: "Eu não conseguia pensar em qualquer coisa que eu pudesse fazer... Eu não achava que seria uma cantora ou uma dançarina. Eu apenas achava que, bem, eu seria famosa. Esse era o meu objetivo".

Em 1961, sua mãe se casou com o banqueiro Gilbert LaPiere, que a adotou e a matriculou na escola privada de Montclair Prep, na próspera comunidade de Encino, em Los Angeles. Assim como ele, os pais da Montclair Prep tinham trabalhos muito bem remunerados e eram bem-sucedidos financeiramente. Um ambiente social tão diferente representou um desafio para Cher, e ela se destacou dos outros tanto por sua aparência exótica quanto por sua personalidade extrovertida, como relembrou uma ex-colega de classe: "Eu nunca vou me esquecer de quando a vi pela primeira vez. Ela era muito especial. [...] Ela nos disse que seria uma estrela de cinema e nós sabíamos que ela seria". Ela costumava entreter os estudantes na hora do lanche apresentando canções e chocou alguns deles ao vestir roupas que mostravam seu umbigo. Apesar de não ter sido considerada uma aluna exemplar, ela chamava atenção por sua inteligência e criatividade, obtendo boas notas em francês e inglês. Mais tarde, em idade adulta, ela descobriria que é portadora de dislexia, uma condição que limita a habilidade de leitura e escrita. Durante a adolescência, ela teve um breve relacionamento com o ator Warren Beatty.

## Vida pública e carreira

### Década de 1960: Ascensão e queda

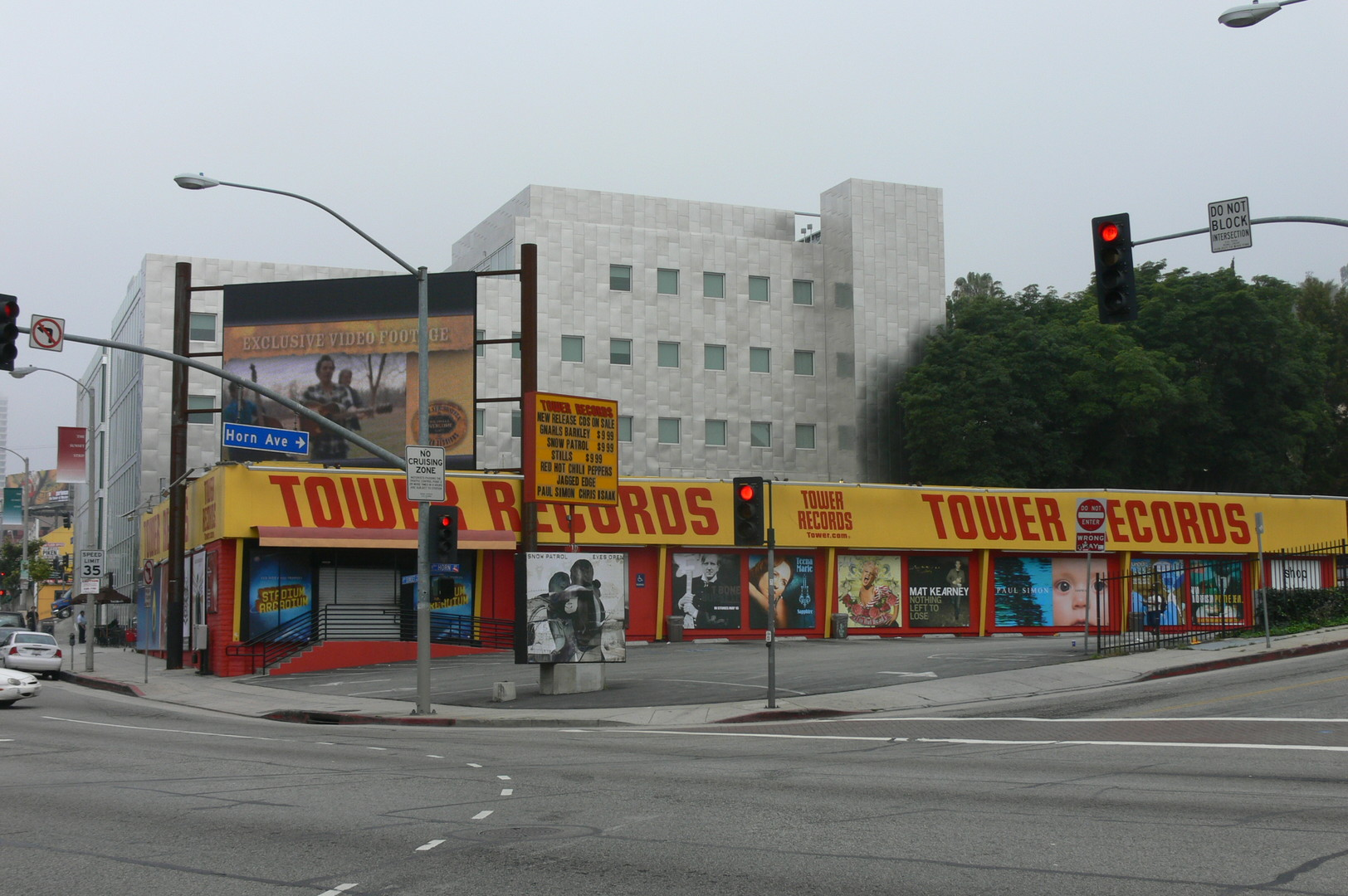
A Sunset Strip, em Los Angeles, foi palco das primeiras tentativas de Cher de entrar no show business. Depois de sair de casa aos 16 anos, ela começou sua carreira dançando nos clubes da região

Cher deixou a escola e a casa da mãe aos 16 anos para morar em Los Angeles com uma amiga. Lá, ela teve aulas de atuação e passou por vários empregos para se sustentar. Ela chegou a dançar em pequenos clubes na Sunset Strip, em Hollywood, se apresentando para artistas, empresários e agentes. Segundo o biógrafo Connie Berman, "A jovem não hesitava em se aproximar de qualquer um que ela achava que pudesse ajudá-la a [...] fazer um novo contato ou obter testes". No final de 1962, ela conheceu Sonny Bono, um assistente do produtor Phil Spector 11 anos mais velho. Após sua amiga se mudar do apartamento que dividiam, ela passou a trabalhar como governanta na casa dele. A relação dos dois cresceu rapidamente, e eles se tornaram amigos inseparáveis, comprometeram-se e casaram-se, informalmente, em outubro de 1964. Sonny a apresentou a Spector, e ele a usou como vocalista de apoio em algumas de suas produções clássicas, incluindo "You've Lost That Loving Feeling", dos Righteous Brothers, e "Be My Baby", das Ronettes, além de ter produzido seu primeiro single, "Ringo, I Love You", lançado sob o nome de Bonnie Jo Mason. Apesar do fracasso do último, ela estava obstinada a alcançar o estrelato e formou, em 1964, uma dupla com o marido, inicialmente chamada Caesar & Cleo, que lançou os singles malsucedidos "The Letter", "Do You Wanna Dance" e "Love Is Strange".

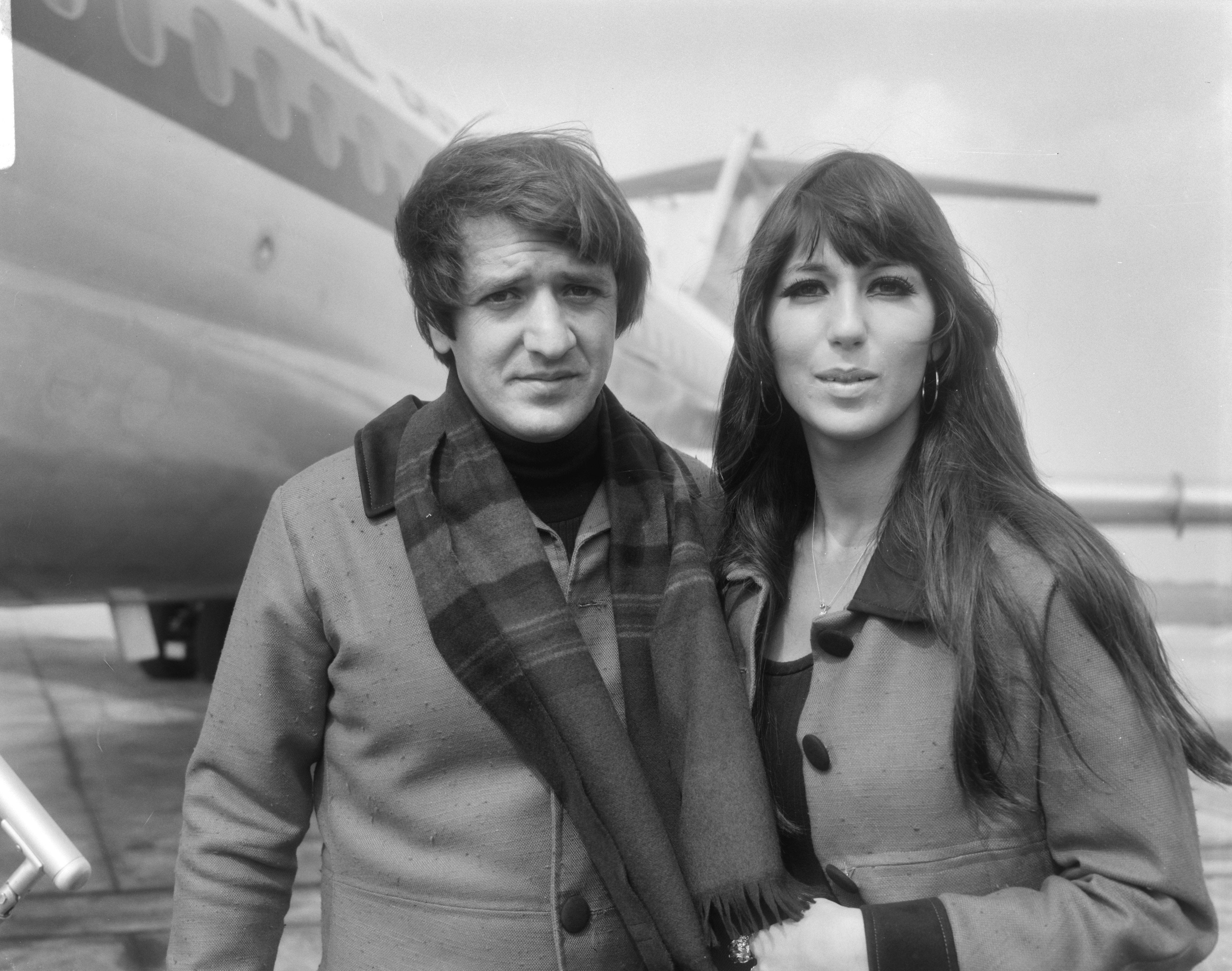
Cher e Sonny Bono chegando aos Países Baixos (1966)

No final de 1964, Cher assinou um contrato com a gravadora Imperial Records, e Sonny a acompanhou como seu produtor. O single "Dream Baby" (lançado sob o nome de Cherilyn) conseguiu audiência em Los Angeles, tornando-se um hit local. Suspeitando estar no caminho certo, ela lançou seu primeiro trabalho solo, All I Really Want to Do (1965), que foi descrito pela crítica como "um dos álbuns de folk pop mais fortes da época". O disco chegou ao 20º posto na parada dos mais vendidos da Billboard e permaneceu nela por seis meses. Seu cover de "All I Really Want to Do", de Bob Dylan, alcançou a posição de n° 15 no Billboard Hot 100. Enquanto isso, a dupla Sonny & Cher, como eles eram agora conhecidos, assinou com a Reprise Records e lançou seu primeiro single, "Baby Don't Go". A canção se tornou um grande sucesso em Los Angeles, possibilitando a mudança do casal para uma gravadora maior, a Atco Records. Look at Us, o primeiro álbum do duo, foi liberado no verão de 1965 e permaneceu na segunda posição da Billboard 200 por cinco semanas. A primeira canção promovida, "I Got You Babe", chegou ao primeiro lugar nos Estados Unidos e no Reino Unido simultaneamente, em agosto de 1965, e se tornou um hit internacional. O relançamento de "Baby Don't Go" alcançou a oitava posição no Hot 100. Vários outros hits menores se seguiram, incluindo "Just You", "But You're Mine", "What Now My Love" e "Little Man", até "The Beat Goes On" reestabelecer o duo no top 10. Ao todo, a dupla registrou 11 lançamentos entre os dez primeiros postos da Billboard e vendeu 40 milhões de gravações em todo o mundo.
Cher e Sonny se tornaram um fenômeno comparado à Beatlemania, viajando e se apresentando em vários países. Durante 1965, eles tiveram cinco canções no top 20 do Hot 100 ao mesmo tempo, um feito igualado apenas por Elvis Presley e os Beatles. Depois de uma aparição no programa de televisão The Ed Sullivan Show no outono de 1965, na qual o apresentador Ed Sullivan havia pronunciado seu nome como "Chur", a cantora passou a assiná-lo com um acento agudo (Chér), recurso que ela manteve até 1974. Apesar de inicialmente vista como um pouco desajeitada e a parte menos importante da dupla, ela superou o medo de palco e o nervosismo, dirigindo piadas e alfinetadas ao seu parceiro, e logo se destacou como a integrante mais franca, ousada e provocativa. Com sua aparência misteriosa e exótica, ela se tornou a figura feminina de maior expressão do mundo pop, ajudando a popularizar as calças boca-de-sino e os vestidos excêntricos, acessórios hippie e fantasias que usava em apresentações ao vivo. Ela tinha 19 anos de idade, Sonny 30. Seu segundo álbum solo, The Sonny Side of Chér (1966), produziu os singles "Where Do You Go" que obteve o n° 25 no Hot 100 e "Bang Bang (My Baby Shot Me Down)" que alcançou a 2ª posição. Nos Estados Unidos, o último foi seu maior sucesso solo na década de 1960. Seu terceiro disco solo, Chér, também lançado em 1966, trouxe "Alfie", que foi indicada ao Oscar de melhor canção original como tema do filme de Lewis Gilbert, e o hit europeu "Sunny". Em 1967, a artista alcançou novamente o top 10 do Hot 100 com "You Better Sit Down Kids", do álbum With Love, Chér.

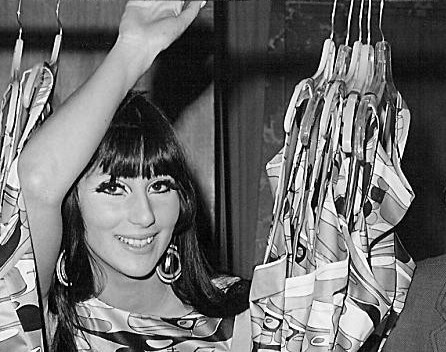
Cher em participação no seriado de televisão The Man from U.N.C.L.E. (1967)

Em uma tentativa de capitalizar com o sucesso inicial da dupla, Sonny rapidamente arranjou um projeto de filme para ser estrelado por eles: Good Times (1967), que se revelou um grande fiasco. Cher deu prosseguimento à sua carreira solo e lançou, em 1968, o álbum Backstage, que foi um fracasso comercial. Ao mesmo tempo, sua carreira com Sonny também estagnava com a queda nas vendas de álbuns. O estilo musical suave e a posição anti-drogas da dupla tornaram-se impopulares em uma época marcada pelo auge do rock psicodélico, acompanhando uma mudança profunda na cena da cultura pop americana. Seu casamento também começou a ruir nessa época. De acordo com a revista People, "Sonny a traiu várias vezes", porém, "tentou desesperadamente ganhá-la de volta, dizendo a ela que queria casar e formar uma família". Eles se casaram oficialmente logo após ela dar à luz a única filha do casal, Chastity Bono (agora legalmente nomeado Chaz Bono, após mudança de gênero), em 4 de março de 1969. A artista fez sua segunda incursão no cinema em 1969, com Sonny escrevendo e produzindo o mal recebido Chastity, planejado para marcar sua estreia como uma atriz séria. Seu primeiro e único álbum lançado em contrato solo com a Atco Records, 3614 Jackson Highway (1969), foi bem recebido pela crítica, mas enfrentou vendas baixas. Após uma série de investimentos fracassados e enfrentando uma grave crise financeira, a dupla passou a fazer shows em resorts de Las Vegas. O ato, que misturava comédia e música ao vivo, aguçava suas personalidades públicas: Cher era apresentada ao público como a cantora mal-humorada, e Sonny atuava como o destinatário pacífico de seus insultos. Na realidade, ele controlava todos os aspectos do show, desde os arranjos musicais até a criação do roteiro. O sucesso esperado não veio, mas a sorte do duo melhorou quando um caça-talentos das redes de televisão assistiu a um de seus shows, notando o potencial do casal para estrelar um programa de variedades.

### Década de 1970: Ressurgimento na televisão, carreira solo
Em 1970, Cher co-estrelou com Sonny o especial de televisão The Sonny & Cher Nitty Gritty Hour, uma mistura de comédia pastelão, esquetes e música ao vivo. A atração foi um sucesso de crítica, o que os levou a vários outros programas de televisão como convidados especiais. Durante uma participação no programa The Merv Griffin Show, o casal chamou a atenção do chefe de programação da CBS, Fred Silverman, que ofereceu à dupla um programa de variedades próprio. The Sonny & Cher Comedy Hour entrou no ar como parte da programação especial de verão da emissora, em 1971, e retornou ao horário nobre no final daquele ano, tornando-se um sucesso imediato que logo figurou entre as 10 atrações mais vistas da casa. Sobre a recepção do público, Silverman disse: "Foi uma explosão. Você poderia contar com os dedos de uma mão o número de vezes que isso aconteceu na história da televisão". A atração recebeu 15 indicações ao Emmy durante seu período de exibição, ganhando uma por direção. Entre os convidados do programa estiveram Tina Turner, Chuck Berry, Carol Burnett, George Burns, Glen Campbell, Dick Clark, Tony Curtis, Bobby Darin, Farrah Fawcett, The Jackson 5, Jerry Lee Lewis, Steve Martin, Ronald Reagan, Burt Reynolds, The Righteous Brothers, Neil Sedaka, Dinah Shore e Supremes. Impulsionada pelo sucesso na televisão, a dupla reviveu sua carreira musical lançando mais quatro discos pela Kapp Records e MCA Records e emplacou no top 10 os êxitos "All I Ever Need Is You" e "A Cowboy's Work Is Never Done".
Agora com 25 anos, Cher continuou a se estabelecer como artista solo, contando, dessa vez, com a ajuda do produtor musical Snuff Garrett. Seu primeiro lançamento n° 1 em carreira solo foi "Gypsys, Tramps & Thieves". A canção foi indicada ao Grammy na categoria de melhor interpretação vocal feminina pop e se tornou o single mais vendido da história da MCA Records até então. O álbum de mesmo nome chegou às lojas em setembro de 1971 e recebeu certificado de platina nos Estados Unidos. Seu segundo single, "The Way of Love", alcançou a sétima posição no Hot 100 em março de 1972. Em seguida, ela lançou os álbuns Foxy Lady (1972) e Bittersweet White Light (1973). Ela retornou ao comando da tabela supracitada com "Half-Breed", canção de assinatura do álbum de mesmo nome, lançado em 1973, que recebeu certificado de ouro em seu país natal. O terceiro n° 1 de sua carreira veio com "Dark Lady", em 1974, também do álbum de mesmo nome.
Cher se separou de Sonny em 1972; no entanto, eles continuaram publicamente juntos até 1974. Sonny escreveu em seu diário na época: "Nós ainda temos um programa de televisão e o público ainda acha que somos casados [...]. Connie [Foreman, sua namorada na época] e eu vivemos juntos como marido e mulher. Mas minha esposa pública ainda é Cher, [... e] é assim que tem que ser". O fim do casamento foi anunciado durante a terceira temporada do The Sonny & Cher Comedy Hour, culminando no cancelamento do programa enquanto ele ainda estava no top 10 de audiência. O que se seguiu foi um divórcio público e conturbado, finalizado em 27 de junho de 1975. Durante o processo de separação de Sonny, ela viveu um relacionamento de dois anos com o executivo musical David Geffen, responsável por livrá-la dos acordos contratuais com o ex-marido que a obrigava a trabalhar exclusivamente para a Cher Enterprises, uma empresa que ele controlava. Ela também flertou com o ator Marlon Brando e o cantor Elvis Presley durante esse período. Sobre Brando, ela disse: "Lamento não tê-lo conhecido melhor. Tivemos ótimos momentos, mas eu estava tentando fazer meu casamento [com Sonny] dar certo". Sobre Elvis, ela disse: "Ele me ligou e queria que eu passasse um fim de semana com ele, mas eu estava muito nervosa. Estava prestes a ir, mas pensei: 'Não, eu não quero' e depois me arrependi". Em 1974, ela ganhou o Globo de Ouro de melhor atriz em série de comédia ou musical. No mesmo ano, Sonny lançou sua própria atração, The Sonny Comedy Revue, que foi cancelada seis semanas após a estreia.
Seu programa solo, The Cher Show, estreou como um especial em 16 de fevereiro de 1975, contando com as participações de Flip Wilson, Bette Midler e Elton John. Outros convidados incluíram Pat Boone, David Bowie, Ray Charles, Patti LaBelle, Wayne Newton, Linda Ronstadt, Lily Tomlin, Liberace e Ike & Tina Turner. Além de dar a Cloris Leachman e Jack Albertson o Emmy por suas participações, a atração ainda recebeu quatro indicações ao prêmio. The Cher Show apresentou uma quantidade de trocas de figurino muito superior a dos programas de variedades típicos da época. O umbigo exposto de Cher e as criações ousadas do seu estilista Bob Mackie geraram repercussão durante o período em que o programa esteve no ar. Após duas temporadas e meia, ela, grávida, decidiu cancelar a atração por conta própria e trabalhar, ao lado do ex-marido, numa versão renovada do The Sonny & Cher Comedy Hour. Em 30 de junho de 1975, três dias após seu divórcio de Sonny, ela se casou com o músico de rock Gregg Allman, membro da The Allman Brothers Band. Ela pediu o divórcio nove dias depois, citando seus problemas com heroína e álcool. Ela disse mais tarde que, quando o chamou para dizer que o casamento havia terminado, "ele estava tão bêbado que nem sequer me entendeu". Allman logo se livrou do vício, e ela retomou o casamento em menos de um mês. Eles tiveram um filho, Elijah Blue Allman, em 10 de julho de 1976. Em 1977, o casal lançou, sob a assinatura de Allman and Woman, o álbum Two the Hard Way, que foi considerado um fiasco artístico e comercial. Eles se separaram definitivamente após dois anos de casamento.
Entre 1975 e 1977, Cher lançou uma série de álbuns malsucedidos pela Warner Bros. que, com o tempo, viriam a ser considerados clássicos cult: Stars, I'd Rather Believe in You e Cherished. The Sonny and Cher Show estreou em 2 de fevereiro de 1976 sob altas expectativas, classificando-se no top 10 de audiência. Coincidindo com a popularidade inicial do programa, a Mego Toys lançou uma linha de bonecos inspirados em Cher e Sonny. Entre os convidados da atração estiveram Muhammad Ali, Raymond Burr, Charo, Barbara Eden, Farrah Fawcett, Bob Hope, Don Knotts, Jerry Lewis, Debbie Reynolds, Tina Turner, Twiggy e Betty White. A audiência, no entanto, logo caiu, e o programa foi cancelado após sua segunda temporada. Embora tenha sido breve, o sucesso do The Sonny and Cher Show foi único, uma vez que, a partir da segunda metade da década de 1970, programas de variedades deixaram de atrair a atenção dos telespectadores. Nos anos seguintes, ela retornou ao horário nobre com os especiais Cher... Special (1978), que recebeu três indicações ao Emmy, e Cher... And Other Fantasies (1979). Em 1978, ela mudou legalmente seu nome de Cheryl Sarkisian LaPiere Bono Allman para Cher, sem nenhum sobrenome. Segundo Heidi Stevens, do Chicago Tribune, ela estava "cansada de ser associada com os sobrenomes de seu pai, padrasto e ex-maridos".
Em 1979, Cher capitalizou com a febre da música disco, assinando com a Casablanca Records e acumulando mais um hit no top 10 com "Take Me Home". As vendas do álbum de mesmo nome foram impulsionadas pela imagem da cantora semi-nua caracterizada de guerreira viquingue na capa. O disco recebeu certificado de ouro pela Recording Industry Association of America (RIAA). Entre 1979 e 1982, ela fez uma série de shows (hoje conhecida como a Take Me Home Tour) que marcou sua estreia solo ao vivo. A grande maioria dos concertos aconteceu no Caesars Palace, em Las Vegas, pelos quais ela recebeu um salário de 320 mil dólares por semana. Ainda em 1979, ela apareceu praticamente nua e envolta em correntes na capa do seu segundo disco lançado pela Casablanca, Prisoner, estimulando controvérsia entre alguns grupos de direitos das mulheres por sua imagem de "escrava sexual". Esse álbum produziu a canção "Hell on Wheels", destaque na trilha sonora do filme Roller Boogie, que foi descrita pela crítica como um "hino dance atemporal" e que capturou e ajudou a popularizar a febre da patinação sobre rodas do final da década. Durante essa época, ela teve um relacionamento com Gene Simmons, baixista da banda Kiss.

### Década de 1980: Declínio, estrelato no cinema e retorno ao sucesso musical
Em 1980, Cher gravou sua última canção disco, chamada "Bad Love", para a trilha sonora do filme Foxes. Mais tarde, no mesmo ano, ela formou a banda de rock Black Rose com seu então namorado, o guitarrista Les Dudek, e lançou um álbum com o mesmo nome. A banda foi promovida sem usar sua fama (seu nome não aparece na capa do disco e seu rosto é visto apenas em uma foto dos integrantes na contra-capa), o que contribuiu para que o projeto não vendesse bem e o grupo se separasse no ano seguinte. Ela disse à imprensa mais tarde: "Nós fomos os precursores de um certo tipo de música que está acontecendo hoje, um certo tipo de atitude, estilo e merda como essa, mas minha imagem em vestidos de miçangas na capa do National Enquirer era muito difícil de combater". Em 1981, ela gravou um dueto com o músico Meat Loaf chamado "Dead Ringer for Love", que foi descrito pela crítica como "um dos duetos de rock mais inspirados dos anos 80" e que alcançou o top 5 no Reino Unido. No ano seguinte, ela liberou, pela Columbia Records, o álbum I Paralyze, que foi ignorado pela crítica e, consequentemente, teve vendas decepcionantes.

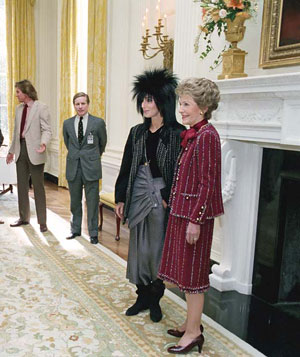
Cher na Casa Branca com a ex-primeira dama Nancy Reagan, em outubro de 1985

Com a popularidade em baixa, Cher decidiu mudar o foco de sua carreira e se tornar uma atriz séria. Seus primeiros investimentos no mundo do entretenimento tinham sido voltados para o cinema ao invés da música; no entanto, suas tentativas anteriores (Good Times e Chastity) haviam sido duramente criticadas. A essa altura, ela era considerada uma piada e sua carreira era julgada como "coisa do passado". Em 1982, ela conseguiu um papel em uma produção da Broadway, Come Back to the Five and Dime, Jimmy Dean, Jimmy Dean. No mesmo ano, ela foi escalada para o elenco de sua versão cinematográfica, dirigida por Robert Altman, que lhe deu uma indicação ao Globo de Ouro. Em seguida, ela contracenou com Meryl Streep e Kurt Russell no drama Silkwood, interpretando uma operária lésbica. Por seu desempenho "intenso" e "nu e cru", ela recebeu sua primeira indicação ao Oscar, como melhor atriz coadjuvante, e foi premiada com o Globo de Ouro de melhor atriz coadjuvante.
O próximo filme de Cher, Mask, dirigido por Peter Bogdanovich, estreou em terceiro lugar na bilheteria dos Estados Unidos e foi considerado seu primeiro sucesso comercial e de crítica como atriz principal. Por sua atuação como mãe de um garoto desfigurado (Eric Stoltz), ela ganhou o prêmio de melhor atuação feminina no Festival de Cannes e recebeu uma indicação ao Globo de Ouro de melhor atriz em filme dramático. De acordo com o livro Hollywood Songsters: Allyson to Funicelloo, "alguns sentiram (incluindo Cher) que, por ela desafiar tanto os padrões, a indústria a evitou nas indicações ao Oscar. Para mostrar seu desprezo pelo 'sistema', ela apareceu na cerimônia da premiação daquele ano [1986] em um de seus figurinos mais estranhos (parecido com uma tarântula)". Ainda em 1985, ela foi agraciada com o prêmio de mulher do ano pela companhia de teatro Hasty Pudding, da Universidade Harvard, e formou a produtora de cinema Isis Productions.
Em maio de 1986, Cher causou controvérsia ao chamar de "bundão" o apresentador David Letterman durante uma participação em seu programa de televisão. Ela respondeu isso ao ser perguntada por que havia se recusado a aparecer em sua atração anteriormente, recebendo uma mistura de vaias e risos do público. Ele, no entanto, encerrou rapidamente o assunto, classificando o incidente como uma brincadeira. Em novembro de 1987, ela se reuniu pelo que seria a última vez com o ex-marido Sonny Bono no mesmo programa, apresentando uma versão improvisada de "I Got You Babe". Durante essa época, ela esteve envolvida em sucessivas relações com homens mais jovens, incluindo os atores Val Kilmer, Eric Stoltz e Tom Cruise, o produtor cinematográfico Josh Donnen e Rob Camilletti, um padeiro 18 anos mais novo com quem ela viveu por três anos. Camilletti foi apelidado de "Bagel Boy" ("garoto das rosquinhas", em tradução livre) pela imprensa e gerou repercussão ao destruir as câmeras de alguns paparazzi que cercavam a casa de Cher em 1989. Eles se separaram pouco tempo depois.

O videoclipe de "If I Could Turn Back Time" (1989) foi proibido em alguns canais musicais de televisão como a MTV

Cher retornou ao cinema três vezes em 1987. Ela interpretou uma advogada no suspense Suspect, com Dennis Quaid; foi escalada como uma das três protagonistas femininas na comédia de humor negro The Witches of Eastwick, com Jack Nicholson, Susan Sarandon e Michelle Pfeiffer; e estrelou a comédia romântica Moonstruck, dirigida por Norman Jewison, com Nicolas Cage e Olympia Dukakis. Por sua atuação como uma contadora desajeitada em Moonstruck, ela ganhou o Oscar de melhor atriz de 1987. Durante seu discurso de aceitação do prêmio (a plateia se levantou quando seu nome foi anunciado), ela disse: "Eu não acho que esse prêmio queira dizer que eu seja alguém. Mas talvez eu esteja no caminho certo". Agora uma das atrizes de cinema mais aclamadas da década, ela também ganhou o Globo de Ouro de melhor atriz em comédia ou musical e o People's Choice Award na categoria de estrela feminina favorita. No mesmo ano, ela reviveu sua carreira musical após um hiato de cinco anos, assinando com a Geffen Records e lançando o primeiro de uma trilogia de álbuns de rock que apresentou contribuições de Diane Warren, Jon Bon Jovi, Richie Sambora, Desmond Child, Mark Mangold e Michael Bolton. Cher produziu os hits "I Found Someone", seu primeiro lançamento a alcançar o top 10 do Hot 100 em oito anos, e "We All Sleep Alone" que foi n° 14,  o álbum provou ser um sucesso comercial, angariando um certificado de platina nos Estados Unidos.
Em 1989, Cher disponibilizou o álbum Heart of Stone, que vendeu 4 milhões de cópias e recebeu certificado triplo de platina pela RIAA. Seu primeiro single, "If I Could Turn Back Time", contou com um vídeo no qual a cantora apareceu usando apenas um colã transparente e um maiô que deixava à mostra uma tatuagem de "borboleta" em suas nádegas. Muitas redes de televisão, incluindo a MTV, se recusaram a exibi-lo inicialmente, alegando "nudez parcial". Diante de sua popularidade crescente, a MTV concordou em transmiti-lo a partir das 9 horas da noite. A canção correspondente liderou as paradas na Austrália por sete semanas não-consecutivas e alcançou a terceira posição nos Estados Unidos, a sexta colocação no Reino Unido e o top 10 em várias nações ao redor do mundo. Heart of Stone produziu ainda os êxitos "Just Like Jesse James" n° 8 no Hot 100, "Heart of Stone" n° 20 no Hot 100 e "After All" n° 6 no Hot 100, um dueto com o cantor Peter Cetera que foi indicado ao Oscar de melhor canção original como tema do filme Chances Are. Cher se apresentou em vários países ao longo de 1989 e 1990 com a Heart of Stone Tour, que deu origem ao especial de televisão Cher Extravaganza: Live at the Mirage, gravado em Las Vegas. O The New York Times escreveu que seu show "[transmite] uma mensagem: se você confiar em si mesmo e não desistir da vida e do amor, a fama eterna pode ser sua". Entre 1989 e 1991, ela se relacionou com o guitarrista Richie Sambora, da banda Bon Jovi.

### Década de 1990: Altos e baixos, volta por cima
Em 1990, Cher estrelou o sucesso de crítica e bilheteria Mermaids, com Bob Hoskins, Winona Ryder e Christina Ricci. Ela gravou duas canções para a trilha sonora do filme: "Baby I'm Yours" e "The Shoop Shoop Song (It's in His Kiss)". A última foi um sucesso internacional, alcançando o primeiro lugar em várias nações como Áustria, Irlanda, Noruega e Reino Unido. Em 1991, ela lançou seu terceiro e último álbum de estúdio pela Geffen: Love Hurts, que conquistou o topo da parada do Reino Unido, onde permaneceu por seis semanas consecutivas. O disco vendeu mais de 4 milhões de réplicas mundialmente e produziu cinco singles: "Love and Understanding", que entrou no top 10 no Reino Unido e no top 20 nos Estados Unidos; "Save Up All Your Tears", "Love Hurts", "Could've Been You" e "When Lovers Become Strangers". Na Alemanha, ela recebeu o prêmio Echo de cantora internacional mais bem-sucedida do ano. Em 1992, ela embarcou na Love Hurts Tour e lançou dois programas de condicionamento físico em VHS: Cherfitness: A New Attitude e Cherfitness: A Body Confidence. Em novembro do mesmo ano, a coletânea europeia Greatest Hits: 1965-1992, que continha três faixas inéditas ("Oh No Not My Baby", "Whenever You're Near" e "Many Rivers to Cross"), alcançou a primeira posição no Reino Unido por sete semanas não-consecutivas.

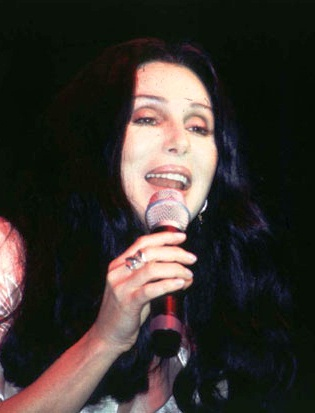
Cher se apresentando em Nova Iorque em 1996

Em meados de 1992, Cher contraiu o vírus Epstein-Barr e desenvolveu um caso decorrente de síndrome da fadiga crônica. Consequentemente, ela se afastou da carreira e passou a fazer menos aparições públicas. No entanto, ela apresentou uma série de infomerciais na televisão, anunciando a linha de produtos capilares de sua amiga Lori Davis, o adoçante Equal e sua própria linha de produtos para a pele, Aquasentials, o que a tornou conhecida como a "rainha dos infomerciais" e levou muitos críticos da indústria do entretenimento a declarar que sua carreira musical estava morta. Mais tarde, ela desabafou sobre essa fase: "Eu virei uma piada no Letterman e no Saturday Night Live. Foi um erro de julgamento enorme e devastador daquilo que as pessoas poderiam aceitar de mim". Ela também fez pequenas participações interpretando a si mesma nos filmes The Player e Prêt-à-Porter, ambos de Robert Altman. Em 1994, ela gravou uma versão rock de "I Got You Babe" para a animação da MTV, Beavis and Butt-Head. Em 1995, ela atingiu o topo do UK Singles Chart por uma semana ao lado de Neneh Cherry, Chrissie Hynde e Eric Clapton com o single de caridade "Love Can Build a Bridge". No mesmo ano, ela assinou com o selo WEA Records e gravou um disco composto em sua maioria por regravações, intitulado It's a Man's World. Segundo a revista Billboard, o projeto "surgiu do seu conceito de regravar canções escritas por homens sob o ponto de vista de uma mulher". Jose F. Promis, do Allmusic, escreveu que "[o] álbum pode ser facilmente classificado como um dos melhores da cantora" e que ele "a apresenta soando vocalmente relaxada e confiante". It's a Man's World foi lançado na Europa no final de 1995 e na América do Norte no verão de 1996 e produziu os hits europeus "Walking in Memphis" e "One by One". Em 1996, Cher estrelou o mal recebido filme Faithful, com Ryan O'Neal e Chazz Palminteri, e fez sua estreia como diretora de cinema no controverso drama sobre aborto If These Walls Could Talk, com Demi Moore, Sissy Spacek e Anne Heche, que atraiu a maior audiência por um filme original da história da HBO. Ela também co-estrelou o último, ganhando uma indicação ao Globo de Ouro de melhor atriz coadjuvante em televisão.
Em janeiro de 1998, Cher fez a eulogia no funeral do ex-marido Sonny Bono, que havia morrido em um acidente de esqui. Para uma audiência televisiva mundial, ela o elogiou, aos prantos, dizendo que ele era "a pessoa mais inesquecível que já conheci". Eles haviam se divorciado há 23 anos. No momento de sua morte, Sonny, 62, era um popular congressista da Califórnia, casado com sua quarta esposa Mary Bono. No entanto, Cher permaneceu sua amiga ao longo dos anos. Ela o homenageou novamente no especial da CBS, Sonny & Me: Cher Remembers, que foi ao ar em maio de 1998, onde disse que sua dor é "algo que nunca vou conseguir superar". No mesmo mês, a dupla Sonny & Cher recebeu uma estrela na Calçada da Fama de Hollywood por seu trabalho na televisão.

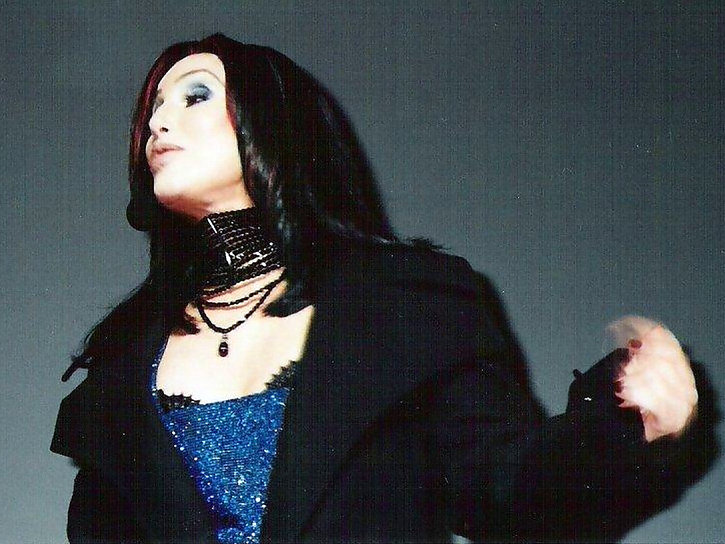
Cher se apresentando em Nova Iorque em 1998

O vigésimo terceiro álbum de estúdio da artista, Believe (1998), uma coleção de faixas dance, atingiu o top 10 em quase todos os principais mercados musicais do planeta, incluindo os Estados Unidos, Alemanha, Reino Unido e França, e recebeu certificado quádruplo de platina pela RIAA, comercializando 10 milhões de cópias em todo o mundo e se tornando o álbum mais vendido de sua carreira, marcando sua "volta por cima". A faixa-título, primeiro single do disco, chegou à primeira posição em 23 países e vendeu mais de 11 milhões de cópias. Tornou-se a gravação mais comprada em 1998 e 1999, respectivamente, no Reino Unido e nos Estados Unidos, e o single de maior sucesso da cantora até os dias atuais. No Reino Unido, "Believe" esteve durante sete semanas na liderança e se tornou a música de uma artista feminina mais vendida de todos os tempos no país, sendo comprada mais de 1,840 milhões de vezes até outubro de 2018. Além disso, liderou o Hot 100 por quatro semanas, fazendo dela a mulher mais velha (aos 52 anos) a ter um lançamento n° 1 nessa tabela e bateu os recordes de maior extensão de tempo entre hits n° 1 (33 anos e sete meses) e a primeira mulher da história a entrar no top 10 em quatro décadas consecutivas. A canção rendeu a Cher seu primeiro Grammy, vencido na categoria Melhor Gravação Dance. O segundo single do álbum, "Strong Enough", continuou o sucesso de "Believe" na Europa, chegando à terceira posição na Alemanha e França e à quinta colocação no Reino Unido. O disco também produziu os hits europeus "All or Nothing" e "Dov'è l'amore".
Em janeiro de 1999, ela cantou o "The Star-Spangled Banner" no Super Bowl XXXIII. Em março, ela se apresentou ao lado de Tina Turner e Elton John no especial de televisão VH1 Divas Live 2. No mesmo mês, ela co-estrelou o bem recebido filme de Franco Zefirelli, Tea with Mussolini, com Judi Dench, Maggie Smith e Joan Plowright. Sua Do You Believe? Tour viajou ao longo de 1999 e 2000 pelos Estados Unidos, Canadá, Europa e África, com o especial de televisão indicado ao Emmy, Cher: Live at the MGM Grand in Las Vegas, indo ao ar em agosto de 1999. Em novembro, ela liberou a coletânea The Greatest Hits, que estreou em primeiro lugar na Alemanha (seu segundo álbum n° 1 consecutivo no país) e alcançou o sétimo posto no UK Albums Chart. O disco não foi vendido nos Estados Unidos devido ao lançamento quase simultâneo da compilação norte-americana If I Could Turn Back Time: Cher's Greatest Hits, que recebeu certificado de ouro pela RIAA. Na Alemanha, ela se tornou novamente a cantora internacional mais bem-sucedida do ano e ganhou seu segundo prêmio Echo.

### Década de 2000: Turnês e residência em Las Vegas
Em 2000, Cher lançou um álbum de rock alternativo intitulado Not.com.mercial. Esse trabalho foi quase inteiramente composto por ela durante um retiro de compositores na França, em 1994, e marcou a primeira vez que ela escreveu a maioria do material para um de seus álbuns. O disco havia sido rejeitado pelos executivos da Warner por "não ser comercial", razão pela qual ela decidiu vendê-lo exclusivamente através de seu site. Em novembro, ela fez uma participação como convidada especial no episódio "Gypsies, Tramps and Weed" (nomeado em alusão à sua música "Gypsys, Tramps & Thieves"), da série Will & Grace, que deu à série sua segunda maior audiência de todos os tempos. Ainda em 2000, ela foi premiada com o Women in Film Lucy Award, juntamente com os criadores e elenco de If These Walls Could Talk, por seu trabalho como diretora e atriz no filme. O Lucy Award reconhece a excelência e inovação em trabalhos criativos que têm reforçado a percepção das mulheres por meio da televisão.

"Nós apenas escolhemos canções que pareciam satisfatórias em uma base individual. Só quando começamos a avaliar o álbum inteiro e brincar com a sequência que nós percebemos que ele tinha inconscientemente se tornado um álbum cheio de amor e calor. Foi uma surpresa agradável, e é certamente um momento adequado para colocar um pouco de energia positiva no mundo."

—Cher falando sobre o álbum Living Proof.
Em 2001, ainda no gênero dance, Cher lançou o aguardado sucessor de Believe: Living Proof, que entrou na nona posição da Billboard 200, tornando-se seu álbum de melhor estreia na parada até então. A revista Slant aclamou o disco como "a obra de arte pop que mais exalta a vida a surgir desde [os ataques de] 11 de setembro". Seu primeiro single, "The Music's No Good Without You", liderou as paradas em alguns países e chegou à oitava posição no Reino Unido. Living Proof recebeu certificado de ouro no Reino Unido e nos Estados Unidos. Em maio de 2002, ela se apresentou no especial beneficente VH1 Divas Las Vegas. Em dezembro, ela ganhou o Billboard Music Awards de artista dance/club do ano.

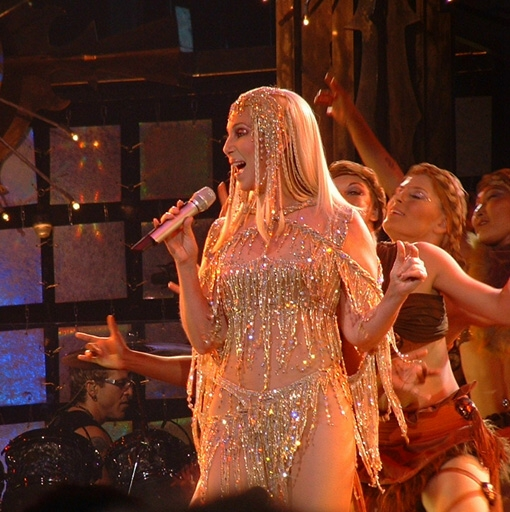
Cher se apresentando na Living Proof: The Farewell Tour, uma das turnês mais bem-sucedidas de todos os tempos

Em 2002, Cher embarcou na Living Proof: The Farewell Tour, que havia sido anunciada como a última turnê de sua carreira, embora ela tenha prometido continuar a gravar novos álbuns. O show, uma homenagem aos seus quase 40 anos no show business, destacou seus sucessos na música, na televisão e no cinema ao longo das décadas e apresentou uma elaborada estrutura de palco que contava com banda de apoio, dançarinos e acrobatas. A turnê foi prorrogada várias vezes, cobrindo praticamente todo os Estados Unidos e Canadá, com três shows no México, além de várias cidades da Europa, Austrália e Nova Zelândia. Com três anos de duração, a Farewell Tour se encerrou como a digressão mais bem-sucedida da história por uma artista feminina solo até então, ganhando uma entrada no Guinness Book of World Records. O registro do show, Cher: The Farewell Tour, gravado em Miami em novembro de 2002 e exibido pela NBC em abril de 2003, atraiu 17 milhões de espectadores e a premiou com o Emmy de melhor especial de variedades, música ou comédia. Em agosto de 2003, ela lançou o álbum Live: The Farewell Tour, uma coleção de faixas ao vivo retiradas da turnê.

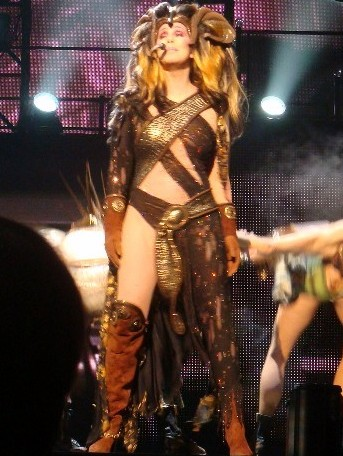
Apresentando-se no Caesars Palace, em Las Vegas em 2009.

Em 2003, The Very Best of Cher, uma coletânea que reúne todos os maiores hits de sua carreira, foi liberada. O registro alcançou a quarta posição na Billboard 200, expandindo sua longevidade na parada para mais de 38 anos, e recebeu certificado duplo de platina nos Estados Unidos. Em setembro de 2003, ela assinou com a divisão americana da Warner Bros. Records, após romper com o selo WEA, da divisão britânica da Warner, em 2002. Em outubro do mesmo ano, ela participou do álbum As Time Goes By: The Great American Songbook 2, do cantor Rod Stewart, em um dueto da canção "Bewitched, Bothered and Bewildered". Ainda em 2003, ela interpretou a si mesma na comédia dos irmãos Peter e Bobby Farrelly, Stuck on You, com Matt Damon e Greg Kinnear. Ela parodiou sua própria imagem pública no filme, aparecendo na cama com um adolescente (Frankie Muniz). Em 2004, ela recebeu uma indicação ao Grammy de melhor gravação dance pela música "Love One Another".
Cher retornou aos palcos em 6 de maio de 2008, começando uma residência de três anos de duração e 200 shows no Colosseum at Caesars Palace, em Las Vegas, pela qual ela recebeu um salário de 60 milhões de dólares por ano. O espetáculo durou até fevereiro de 2011 e contou com dezesseis dançarinos e trapezistas e vários figurinos desenhados por Bob Mackie. O Los Angeles Times escreveu que a entrada do show ("Cher [...] descendo do teto como a imperatriz do sol") foi "grandiosa" e comentou que "sua carruagem dourada poderia ser também uma máquina do tempo, porque, quando saiu de lá [...], ela parecia ter 22 anos de idade. [...] Mas ela tem 61 e ainda consegue sustentar um figurino de Bob Mackie como ninguém". Em 2009, ela se relacionou com o motociclista Tim Medvetz, 25 anos mais novo.

### Década de 2010: Novos projetos

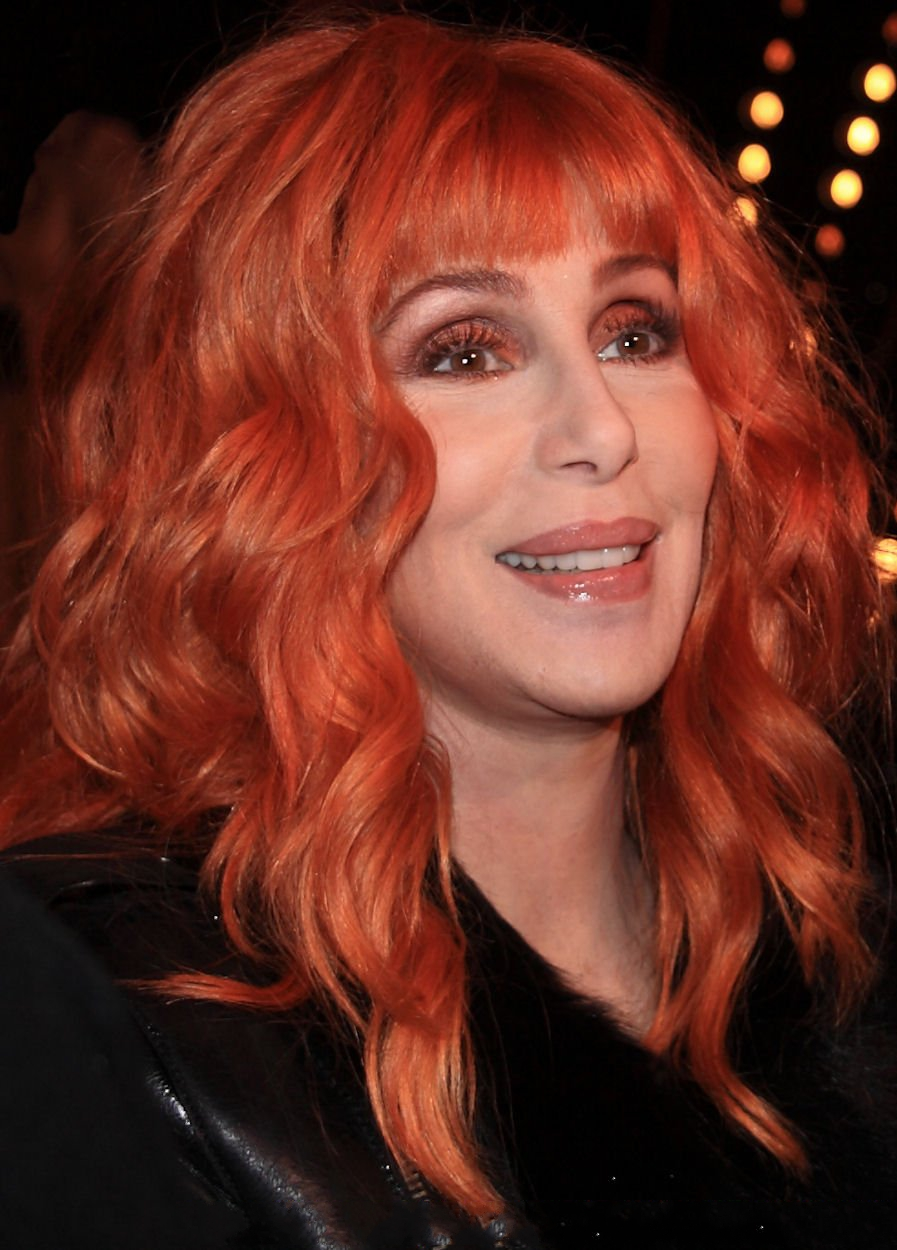
Cher na estreia de Burlesque em Londres, 2011

Cher fez seu retorno ao cinema com o musical Burlesque (2010). Ela contribuiu para a trilha sonora do filme com duas canções: "Welcome to Burlesque" e a balada escrita por Diane Warren "You Haven't Seen the Last of Me". A última ganhou o Globo de Ouro de melhor canção original, foi indicada ao Grammy Award para melhor canção para mídias visuais e chegou à primeira posição nas Hot Dance Club Songs, fazendo dela a única artista a ter um hit n° 1 em uma parada da Billboard em cada uma das últimas seis décadas. Em 2011, ela emprestou sua voz para a comédia Zookeeper. Seu 25º quinto álbum de estúdio, Closer to the Truth, foi disponibilizado em 20 de setembro de 2013. Nos Estados Unidos, ele estreou na terceira posição da Billboard 200, a mais alta da carreira de Cher nessa parada até então, vendendo 63 mil réplicas em sua semana de liberação. Em sua promoção, a artista estreou o single principal, "Woman's World", no final da quarta temporada do show de talentos The Voice. Mais tarde, ela se tornou mentora assistente da quinta temporada do programa, auxiliando lapidar e selecionar os candidatos do time de Blake Shelton na categoria dos grupos. Em novembro, ela apareceu como intérprete convidada e jurada na décima temporada de Dancing with the Stars, da ABC, durante sua oitava semana, que foi dedicada a ela.

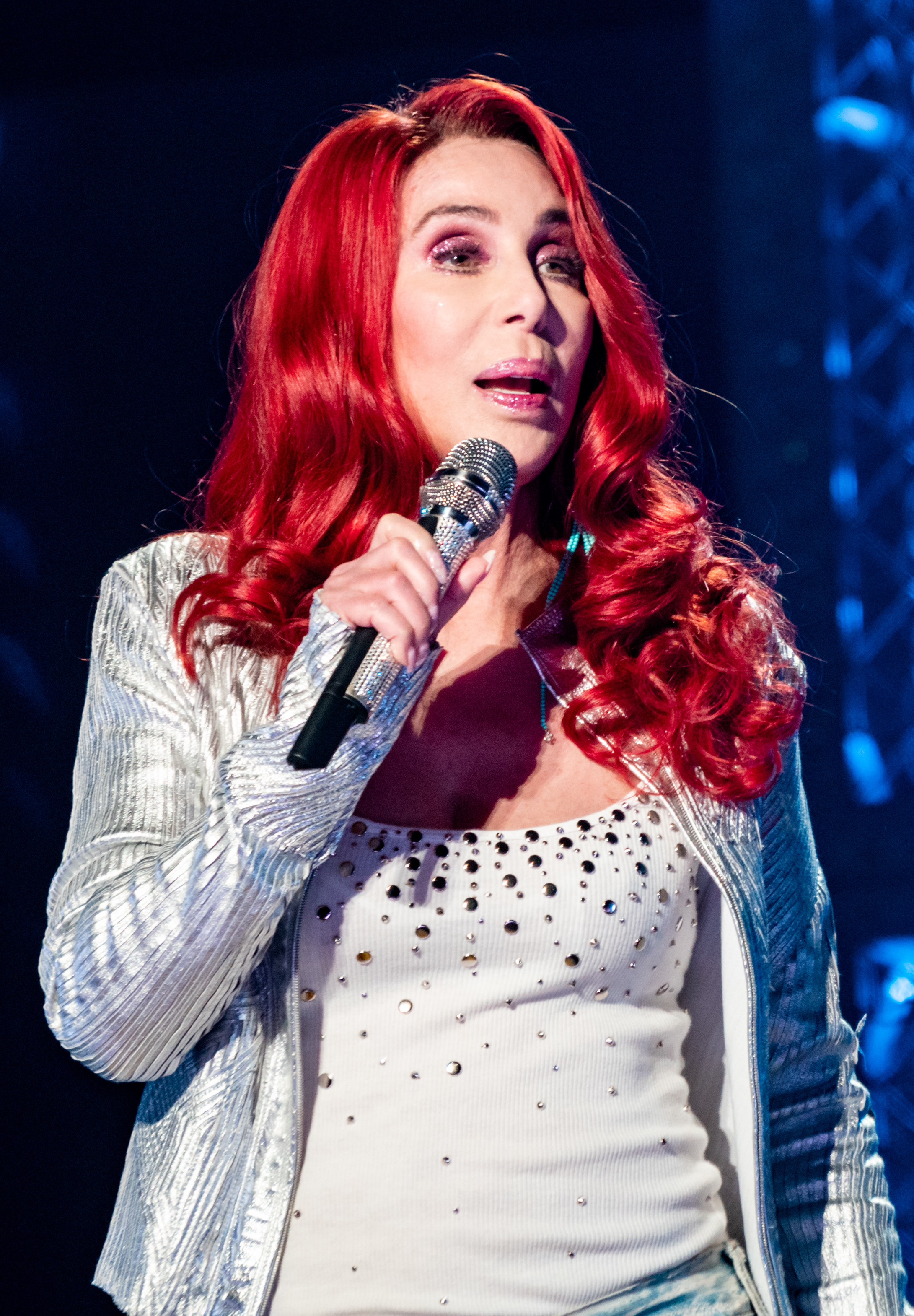
Apresentando-se em Londres durante a Here We Go Again Tour, em 2019

Cher embarcou na digressão Dressed to Kill Tour em março de 2014, quase uma década depois de anunciar sua "turnê de despedida". Ela brincou sobre esse fato durante os shows, dizendo que esta seria na verdade sua última digressão de despedida enquanto cruzava os dedos. Em novembro de 2014, ela cancelou todas as datas restantes devido a uma infecção que afetou sua função renal. Em 7 de maio de 2014, Cher confirmou uma colaboração com o grupo americano de hip hop Wu-Tang Clan em seu álbum Once Upon a Time in Shaolin. Creditada como Bonnie Jo Mason, ela usa um pseudônimo dela originado em 1964. Apenas uma cópia física do projeto foi produzida, sendo vendida em um leilão online em novembro de 2015. Classic Cher, sua residência de concerto de três anos no Park Theater at Monte Carlo Resort and Casino, Las Vegas, e no MGM National Harbor, Washington, foi inaugurada em fevereiro de 2017.
Em 2018, Cher voltou ao cinemas na comédia musical romântica Mamma Mia! Here We Go Again. Viviana Olen e Matt Harkins, críticos da revista New York, comentaram que "é apenas no clímax do filme que sua verdadeira promessa é cumprida: Cher chega [...] Torna-se claro que cada filme — não importa o quão perfeito seja — seria infinitamente melhor se incluísse Cher". Ela gravou duas canções do grupo sueco ABBA para a trilha sonora do projeto: "Fernando" e "Super Trouper". Em setembro, Cher embarcou no Here We Go Again Tour. Enquanto promovia o Mamma Mia! Here We Go Again, a artista confirmou que ela estava trabalhando em um álbum que contaria com versões cover de canções do grupo. O produto final, Dancing Queen, foi lançado em 28 de setembro de 2018. Brittany Spanos da Rolling Stone comentou que "a cantora de 72 anos faz com que as músicas do ABBA não soem apenas como se devessem ter sido escritas para ela, mas como se estivessem em 2018". Dancing Queen estreou em 3º lugar na Billboard 200, igualando-se a Closer to the Truth como o álbum solo de Cher de maior posição nos EUA; Vendendo na semana de estreia 153 mil unidades, o valor mais alto para um álbum pop de uma artista feminina em uma primeira semana naquele ano, bem como a maior quantia de vendas de Cher desde 1991. The Cher Show, um musical jukebox baseado na vida e na obra da cantora, estreou oficialmente no Oriental Theatre em Chicago, em 28 de junho de 2018, e encerrou-se em 15 de julho. Em 2 de dezembro, Cher recebeu o Prêmio Kennedy, a distinção anual de Washington para artistas que fizeram contribuições extraordinárias à cultura. Em maio de 2020, ela lançou sua primeira música em espanhol, um cover de "Chiquitita" do ABBA. Os rendimentos do single foram doados ao UNICEF para ajudar amenizar o impacto da COVID-19.

### Década de 2020: Álbum natalino
Cher lançou seu primeiro álbum de Natal, Christmas, em 20 de outubro de 2023. Apresenta duetos com Cyndi Lauper, Darlene Love, Michael Bublé, Stevie Wonder e Tyga. O primeiro single do projeto, "DJ Play a Christmas Song", alcançou o número um nas paradas Adult Contemporary e Dance/Electronic Song Sales em dezembro de 2023; com isso, ela estendeu seu recorde como a única artista em carreira solo a garantir a liderança em qualquer gráfico da Billboard em seis décadas consecutivas (da década de 1960 à 2020).

## Estilo musical

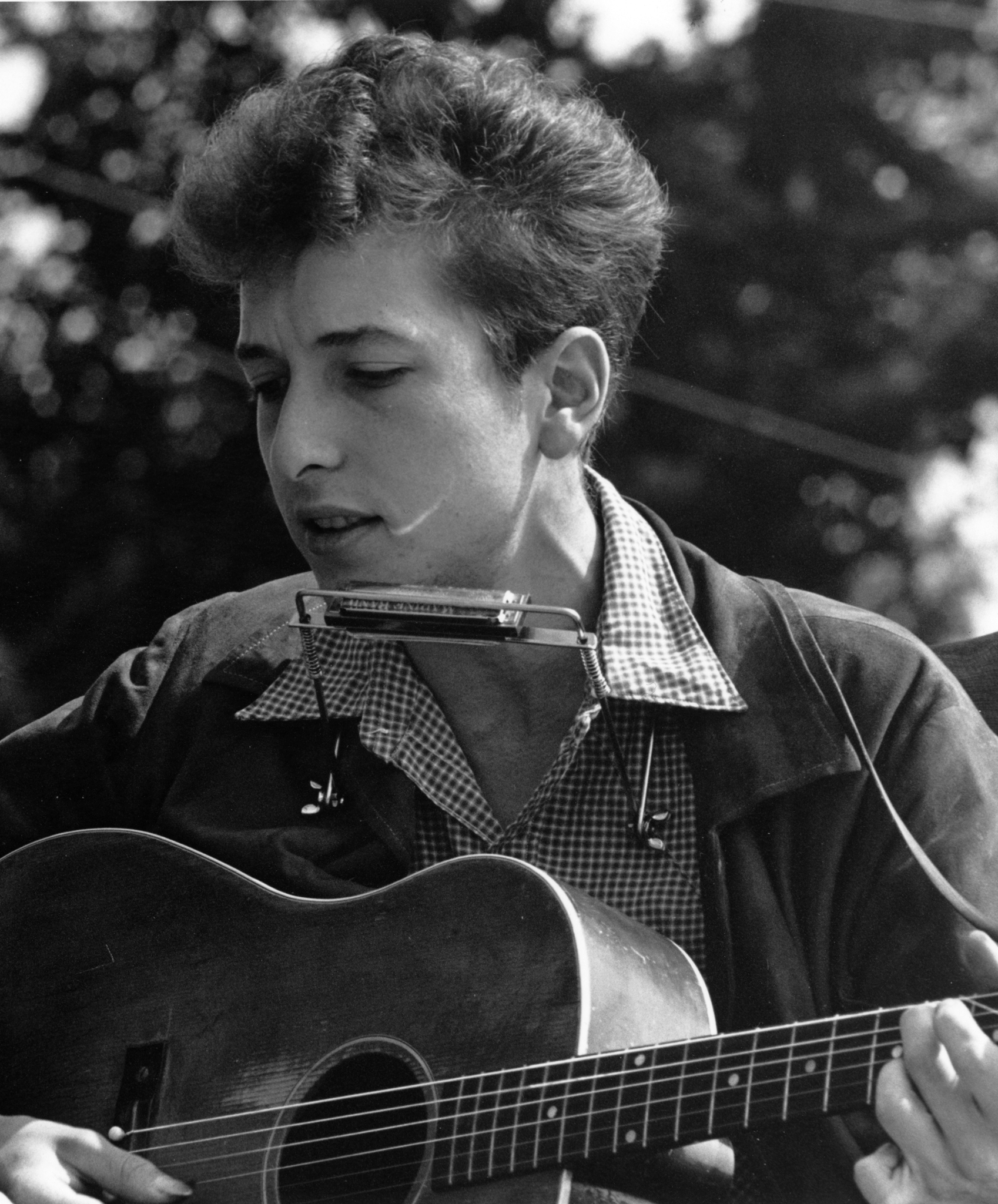
Bob Dylan (imagem) foi um dos compositores predominantes no repertório de Cher em seus primeiros anos de carreira

Se adaptando continuamente às tendências de cada época, o estilo musical de Cher tem sido objeto de controvérsia pelos críticos. Ela é, pela análise do produtor musical Snuff Garrett, "mais uma estilista do que uma cantora"; no entanto, para o ex-vice-presidente sênior do setor de desenvolvimento artístico da Warner Bros., Craig Kostich, "ela é uma artista única que continua a quebrar as barreiras de seu talento". Desde o início de sua carreira, ela mudou várias vezes de gênero musical, passando pelo folk, disco, rock, R&B e dance. Ela disse: "Você quer permanecer relevante e fazer trabalhos que surtam efeito. Mas, ao mesmo tempo, eu não gravo um disco com muitas intenções além de satisfazer a mim mesma". Peter Fawthrop, do Allmusic, afirmou que "mesmo mudando de estilo tão frequentemente, ela sempre parece tão sincera e tão 'Cher' quanto em sua mudança anterior. Sua personalidade é definida e brilha através [das mudanças]. [...] Quantos artistas musicais, mesmo os que tenham durado tanto tempo na indústria quanto ela, soariam igualmente reconhecíveis numa canção sinteticamente vocalizada como 'Believe', de 1999, e num folk sombriamente cômico como 'Dark Lady', de 1974? [...] Quem gosta do seu material nos anos 90 provavelmente vai gostar dele nos anos 70, mesmo que seja completamente diferente".
Cher lançou sucessos nas décadas de 1960 e 1970 trabalhando em diversos gêneros, que vão desde as baladas girl group, estilo popular no início dos anos 60, e o folk-pop, influenciado pela cantora e compositora Jackie DeShannon, até o pop adulto-contemporâneo. Seu primeiro álbum, All I Really Want to Do (1965), era, assim como a maioria de seus trabalhos solo na década de 1960, predominantemente folk-rock, com uma pequena influência girl group e calcado no repertório de compositores como Bob Dylan, Pete Seeger, DeShannon e Sonny Bono, seu parceiro musical, que produziu grande parte de seu material na década usando suas habilidades de produção derivadas do produtor Phil Spector. Segundo Joe Viglione, do Allmusic, "o ícone de cantora folk era um ingrediente importante nessa fase da carreira solo de Cher". Ele também escreveu que seu álbum de 1967, With Love, Chér, "mostra porque a cantora encantou seus ouvintes e passou a competir no mesmo patamar de Dusty Springfield e Petula Clark". Uma canção deste álbum, "You Better Sit Down Kids", tratou do divórcio, um tema incomum para uma gravação pop dos anos 60. Outros lançamentos seus da época também abordaram áreas difíceis, como "I Feel Something in the Air" e "Mama (When My Dollies Have Babies)", que lidaram com a gravidez indesejada.
De acordo com Bruce Eder, do Allmusic, "sua voz não era muito rica ou poderosa [nos anos 60], mas era expressiva e radiante nas criações de Sonny". Em contraste, seu material no início da década de 1970, solo ou com Sonny, "tinha mais personalidade e um ponto de vista mais adulto", como "Gypsys, Tramps & Thieves" (1971). Para Eder, "o assunto-tema da canção, suas mudanças de tempo incomuns e um refrão incrivelmente memorável tornaram-se um gancho para uma interpretação transcendente pela cantora, marcando sua maturação como artista". "Gypsys" e suas outras canções n° 1 no mesmo estilo, "Half-Breed" e "Dark Lady", eram "dramáticas e altamente intensas, quase tanto 'atuadas' quanto cantadas e muito diferentes do seu produto nos anos 60". Eder também observou que, apesar de possuir "um alcance vocal relativamente limitado" na época, as virtudes que ela havia trago para sua música ("intensidade e paixão tremendas" e "uma habilidade de fundir esses sentimentos com suas habilidades de atuação") resultavam em "uma experiência incrivelmente poderosa para o ouvinte". Outra canção da época, "The Way of Love", pode ser interpretada tanto como uma mulher expressando seu amor por outra mulher quanto como uma mulher dizendo adeus a um homem gay ("O que você vai fazer/Quando ele te deixar/Do mesmo jeito que você/Me disse adeus"). Viglione afirmou que a cantora "nunca se importou com identidade de gênero neutra ou andrógina em suas canções. Sua voz grave sustentava tanto os arranjos masculinos quanto os femininos no duo com [Sonny] Bono e, musicalmente, seu material solo conseguia resultados que não eram possíveis em uma parceria".
No final da década de 1980 e início da década de 1990, Cher gravou uma série de álbuns de rock que "rejuvenesceram sua carreira": Cher (1987), Heart of Stone (1989) e Love Hurts (1991). Em uma análise do álbum Heart of Stone, Gary Hill, do Allmusic, escreveu: "Nem todo o álbum é composto por faixas de rock pesado [...] mas todas elas têm uma honestidade e um apelo enérgico que separam [o disco] de parte do material mais moderno de Cher. Você ouve a força do seu desempenho vocal e se pergunta por que os produtores optaram por mexer em sua voz no final dos anos 90 e início dos anos 2000. Ela certamente não precisa de qualquer ajuda para sustentar uma melodia". Para o álbum It's a Man's World (1995), ela optou por "baladas fumegantes e calorosas, epopéias com temática do Velho Oeste e influências R&B [...] para capitalizar com o fenômeno R&B/pop de meados dos anos 90". Ela não fez uso do vibrato, uma característica marcante em seus trabalhos anteriores, e cantou em registros mais elevados, revelando "cores vibrantes e previamente inexploradas de sua voz", além de um "falsete surpreendentemente cheio de alma" na canção "One by One". Seu álbum Believe (1998) é, de acordo com a revista Billboard, "sabiamente direcionado ao seu ávido público europeu, com várias faixas rápidas e açucaradas que incorporam ao mesmo tempo o funk mais lento que as rádios americanas adotam regularmente". A faixa-título contou com manipulações eletrônicas nos vocais, sugeridas por Cher, que deixaram sua voz "robotizada, como se saísse de uma máquina". O efeito, chamado Auto-Tune, ficou conhecido como "Cher effect", foi imitado por inúmeros artistas e, mais tarde, recebeu crédito por "ter revolucionado a forma de se fazer música". Seu álbum seguinte, Living Proof (2001), produziu faixas com batidas eletrônicas pesadas e letras sobre mágoa, solidão e sobrevivência. Para Kerry L. Smith, do Allmusic, "canções sobre força e perseverança não são nenhuma anomalia para uma mulher que conseguiu manter uma carreira que já dura quatro décadas; [...] Mas o álbum perde seu brilho cada vez que o auto-tuner entra em ação, contorcendo a voz profunda e sexy da cantora em algum tipo de dialeto robô eletrônico enlatado".
Cher foi elogiada por seus esforços como compositora, particularmente no álbum Not.com.mercial (2000), o único trabalho de sua carreira composto quase inteiramente por ela mesma. Jose F. Promis, do Allmusic, disse que "o álbum traz uma sensação de cantautor dos anos 70. [...] As canções variam seu ritmo de lento para médio e têm letras bastante envolventes, provando a aptidão de Cher no papel de contadora de histórias". Outra composição sua, "My Song", escrita para seu álbum Take Me Home (1979) em parceria com o músico Mark Hudson e que fala sobre seu relacionamento com Gregg Allman, foi descrita por Keith Tuber, da Orange Coast Magazine, como "psicologicamente reveladora". Ele completa que, "apesar de algumas partes da letra serem forçadas e não naturais, sua honestidade e o sentimento posto nela mais do que compensam. [...] Comovente, triste, trágica, verdadeira. E lindamente gravada". Vocalmente, Cher é conhecida por seu timbre grave, descrito como "volumoso", "escuro", "rouco" e "gutural" e classificado como contralto. Ela possui uma extensão vocal de 3,5 oitavas (ver ao lado). Para o jornalista Robert Fontenot, "Cher possuía uma das melhores e mais raras vozes de seu tempo". Ann Powers, do The New York Times, descreveu sua voz como "de rock por excelência: impura, peculiar, um bom veículo para projetar personalidade" e enfatizou que "mesmo as manipulações de computador que ela sofre em 'Believe' não a fazem soar como a voz de qualquer outra pessoa".

## Imagem pública

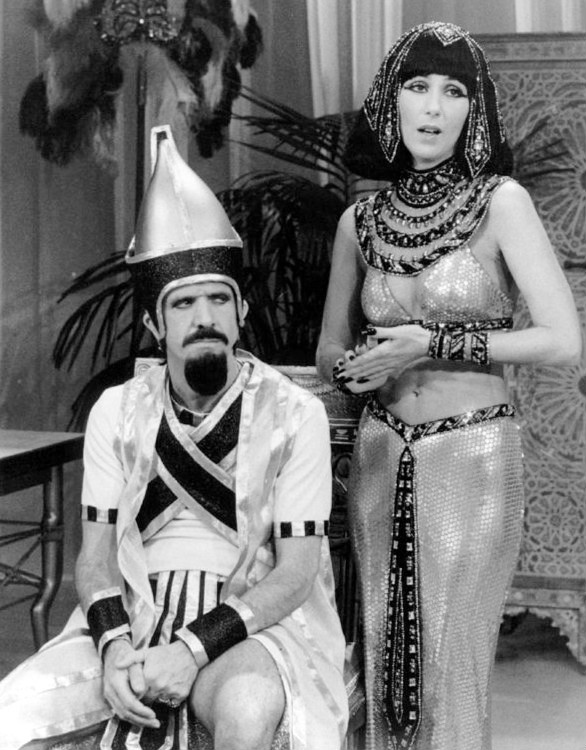
Cher, vista aqui em cena de um esquete do The Sonny and Cher Show, é reconhecida como a primeira mulher a mostrar o umbigo na televisão

Cher apareceu 13 vezes na capa da revista People. Ela figurou duas vezes na lista anual das "25 pessoas mais intrigantes" publicada pela revista, em 1975 e 1987. Em 1992, o museu Madame Tussauds a considerou uma das cinco mulheres mais bonitas da história. Desde a década de 1960, Cher foi uma criadora de tendências de moda, popularizando os cabelos lisos e longos, as calças boca-de-sino (que são muitas vezes citadas como uma criação sua) e a barriga exposta. Ela começou a trabalhar como modelo em 1967 para o fotógrafo Richard Avedon, após ser descoberta pela então diretora da revista Vogue, Diana Vreeland. Cher foi cinco vezes capa da Vogue, entre 1972 e 1975. Através de seus programas de televisão na década de 1970, ela se tornou um símbolo sexual e desafiou a censura com seus vestidos e conjuntos ousados, usualmente desenhados por Bob Mackie. Ela é reconhecida como a primeira mulher a mostrar o umbigo na história da televisão. De acordo com a escritora Sheila Whiteley, "a influência de Mackie e Cher foi responsável pelo sucesso do jeans de cós baixo que mostrava a barriga nos anos 70". O Los Angeles Times escreveu que "eles não fazem mais ícones de estilo como Cher. Desde o início de sua carreira, [...] ela entendeu que cultivar um visual era tão importante quanto cultivar uma sonoridade. Ao contrário das estrelas de hoje, ela não era um outdoor à venda pela melhor oferta. Ela era a boneca Barbie do mundo, uma fantasia viva da moda [...] que frequentava simultaneamente as listas dos mais bem e mal vestidos. Ame-a ou odeie-a, ela sempre nos mantém interessados". Seu videoclipe de "Hell on Wheels" (1979) mantém a distinção de ser um dos primeiros vídeos rock a ser produzido no padrão da MTV, antes mesmo de sua existência. Em 1989, ela embarcou no navio USS Missouri (BB-63), da Marinha dos Estados Unidos, vestindo apenas uma meia arrastão para o videoclipe de "If I Could Turn Back Time", que foi o primeiro a ser banido pela MTV na história (sua popularidade cresceu após a censura, o que fez com que o canal concordasse em exibi-lo a partir das 9 horas da noite).

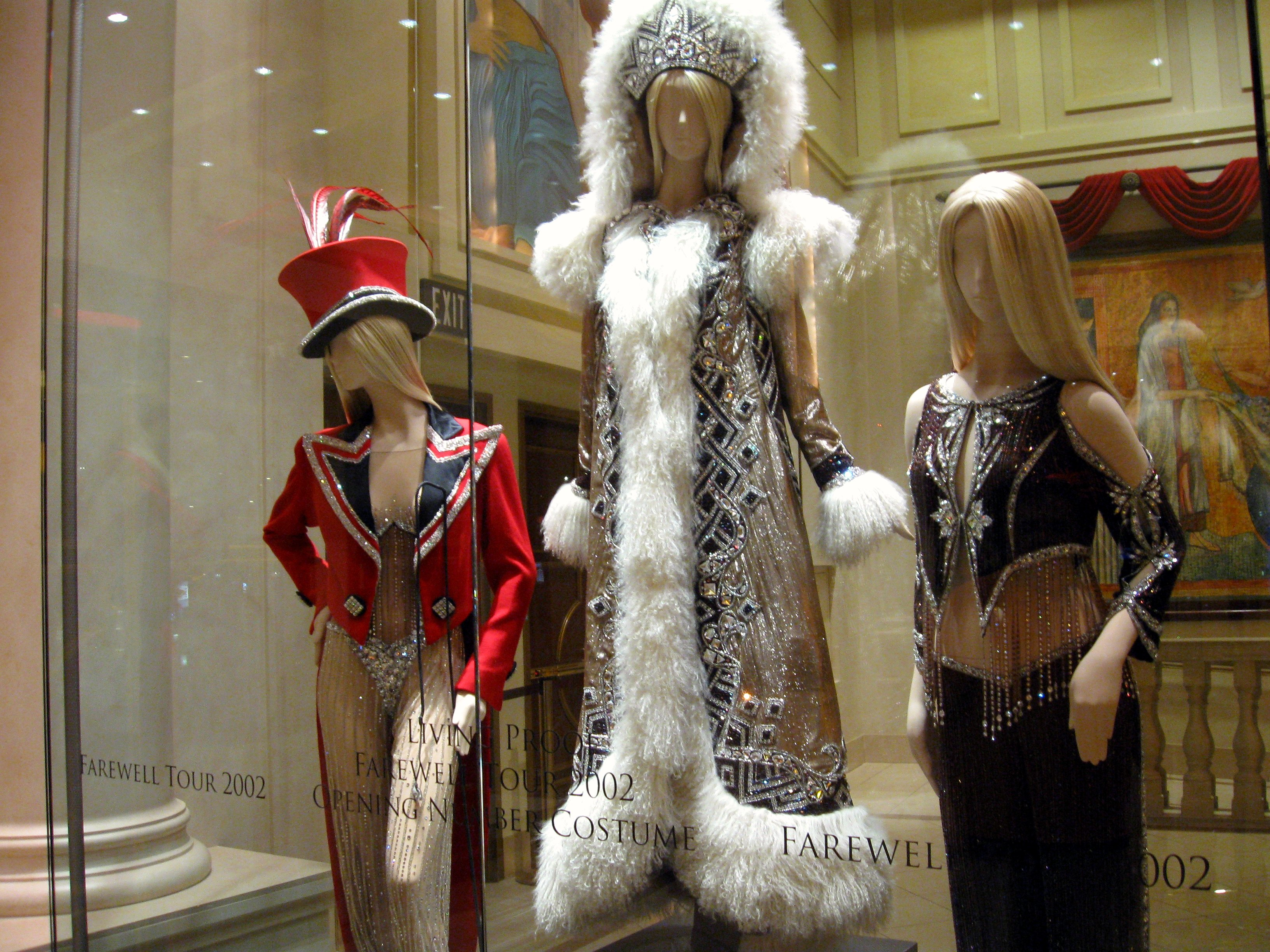
Alguns dos figurinos usados por Cher na Living Proof: The Farewell Tour

O senso de estilo ultrajante de Cher tem sido celebrado e ao mesmo tempo renegado ao longo dos anos. Em maio de 1999, após ela ter sido homenageada pelo Council of Fashion Designers of America com um prêmio especial por sua influência na moda, o Los Angeles Times publicou que "ao invés de ser retratada nos livros de história como uma das mais importantes vítimas do mundo da moda, o tempo a transformou em uma visionária. Estilistas influentes têm evocado seu nome como uma fonte de inspiração e orientação [citando, entre outros nomes, Tom Ford, Anna Sui e Dolce & Gabbana] por dar o tom adequado ao miserável excesso contemporâneo. O penteado que é sua marca registrada – cabeleira lisa e reta partida ao meio – foi um dos poucos estilos nostálgicos a dar o salto das passarelas para Hollywood e para as ruas da cidade. [...] Sua personalidade de showgirl sensual nativo-americana agora parece resumir a corrida da indústria da moda para comemorar os adornos, a etnia e o apelo sexual". Whiteley escreveu que "apesar de Cher ter se tornado um dos maiores ícones americanos da década de 1990, sua imagem extravagante continua a atrair tanta ou mais atenção do que sua capacidade como cantora, reforçando o fato de que uma boa voz (e seus vocais poderosos são significativos em termos de entrega) é menos importante no cenário pop do que o seu muitas vezes duvidoso senso de moda". O figurino "preto, parecido com uma aranha, aberto no tronco e acompanhado de um cocar de penas" que ela usou no Oscar de 1986 foi descrito por ele como "um dos mais chocantes na história da moda". Ela também é conhecida por suas perucas. De acordo com Whiteley, "no encarte do álbum Living Proof (2001), seu estilo varia entre cachos castanhos de boneca de pano, loiro Brünhild e muitos tons de branco, cinza e preto".

Cher como destaque na capa de 17 de março de 1975 da revista Time, fotografada por Richard Avedon. O vestido é uma criação do estilista Bob Mackie

O escritor Alan Jackson escreveu: "Esqueça Madonna. Em uma cultura moldada pela nossa própria inconstância e déficit de atenção, Cher é um fenômeno. Modas vêm e vão [...], mas ela resiste. Hippie-chick, extravagância de Vegas, cod-metal, baladas poderosas? Ela esteve lá, fez tudo isso e muito mais". Ela também escreveu, em seu livro She Bop II: The Definitive History of Women in Rock, Pop and Soul, que "a rainha das garotas roqueiras dos anos 80 só poderia ser Cher. [...] Com seus cabelos em cascata, sua tatuagem no traseiro, meias arrastão e romances bem divulgados com jovens heróis do heavy metal [...], era como se ela estivesse interpretando o papel de estrela do rock". O escritor Craig Crawford escreveu, em seu livro The Politics of Life: 25 Rules for Survival in a Brutal and Manipulative World, que "Cher [...] é um modelo de gestão de carreira flexível. [...]  Embora ela tenha cultivado de maneira competente a imagem de uma rebelde que não se importa com o que os outros acham, suas muitas e variadas vitórias na carreira foram, na verdade, baseadas na constante reinvenção de sua imagem de acordo com o que as pessoas pensam. [...] Ela seguiu cuidadosamente as demandas do mercado cultural, anunciando cada reviravolta dramática de estilo como outro exemplo de rebeldia – uma situação que permitiu a ela fazer mudanças calculadas ao mesmo tempo em que parecia ser consistente". Whiteley afirmou que "ela exerce um forte apelo que não se limita aos seus fãs mais antigos. Embora isso possa ser atribuído em partes a um marketing bem-sucedido, [...] a capacidade de Cher para projetar sua juventude [...] é fundamental para manter seu status de 'cantora/atriz/ícone da indestrutibilidade'".

### Tatuagens
Cher se tornou conhecida por suas tatuagens antes de elas se tornarem uma tendência de moda entre as mulheres. Segundo o site Vanishing Tattoo, "Cher foi uma das primeiras celebridades a abraçar aberta e entusiasticamente as tatuagens e a arte corporal e, com seu ultrajante senso de estilo e moda, desempenhou um papel fundamental na aceitação das tatuagens na cultura popular mainstream".  Ainda segundo o site, "sua influência pode ser vista nas primeiras supermodelos que tiveram tatuagens". Entre suas tatuagens estiveram uma grande borboleta com desenho floral em suas nádegas, um colar em seu braço esquerdo com três amuletos pendurados: o símbolo egípcio ankh, uma cruz e um coração; um kanji em seu ombro direito, um pequeno grupo de cristais no estilo da art déco em seu braço direito, uma orquídea negra no lado direito da sua virilha e um crisântemo em seu tornozelo esquerdo.
No final da década de 1990, Cher passou a fazer tratamentos para remover algumas de suas tatuagens. O processo continuou em andamento na década de 2000. "Quando eu me tatuei," ela disse, "apenas meninas más faziam isso: eu e Janis Joplin e garotas motoqueiras. Agora isso não significa nada. Ninguém fica surpreso. Eu fiz uma tatuagem assim que deixei Sonny [Bono] e me senti realmente independente. Esse era o meu emblema".

### Cirurgias plásticas

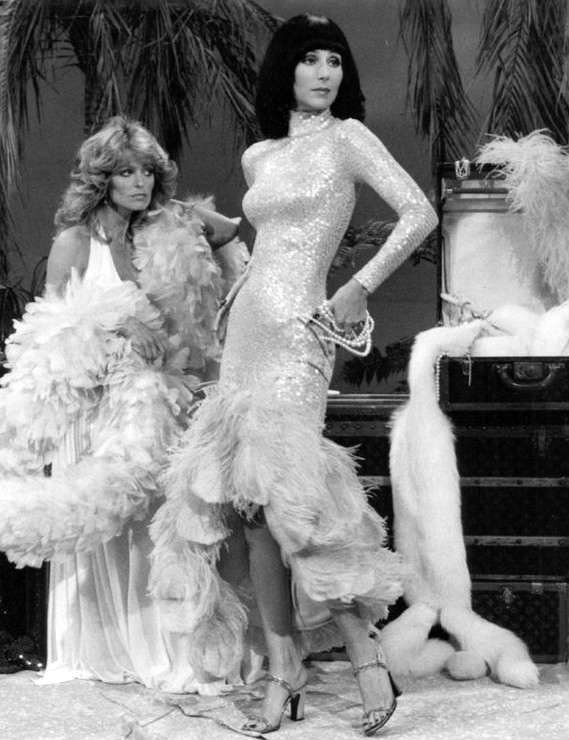
Cher (direita), vista aqui ao lado de Farrah Fawcett em 1976, foi acusada de substituir seu visual "forte" e "étnico" por uma versão mais "delicada" e "convencional" da beleza feminina

A aparência de Cher tem sido objeto de intensas discussões, tanto por parte do público quanto por parte da imprensa. Grant David McCracken comentou, em seu livro Transformations: Identity Construction in Contemporary Culture, que ela "tem sido chamada de 'garota-propaganda' da cirurgia plástica". O escritor também traçou um paralelo entre suas cirurgias plásticas e as transformações em sua carreira: "Não há registro público de quando [...] ela escolheu recorrer às cirurgias plásticas. Mas parece mais ou menos coerente com o resto de sua mutante carreira. Sua cirurgia plástica não é meramente estética. Ela é hiperbólica, extrema, exagerada. Ela se envolveu em uma tecnologia transformacional que é drástica e irreversível". De acordo com a autora do livro Up Against Foucault: Explorations of Some Tensions Between Foucault and Feminism, Caroline Ramazanoglu, "suas operações substituíram pouco a pouco um visual forte e decididamente 'étnico' por uma versão simétrica, delicada, 'convencional' (isto é, anglo-saxônica) e cada vez mais jovem da beleza feminina. Ela admite ter tido seus seios 'feitos', seu nariz diminuído e seus dentes endireitados; dizem que ela também teve uma costela removida, o bumbum remodelado e implantes nas bochechas. [...] Sua imagem normalizada [...] agora serve como um 'padrão' pelo qual outras mulheres irão medir, julgar, disciplinar e 'corrigir' a si mesmas". Cher nega a maioria dos rumores sobre suas cirurgias plásticas e afirmou: "Eu tive as mesmas bochechas durante toda minha vida. Sem plásticas no bumbum. Sem costelas removidas. [...] Se eu quiser colocar meus peitos nas minhas costas, não vai ser da conta de ninguém se não da minha".

## Outros interesses

### Trabalho humanitário

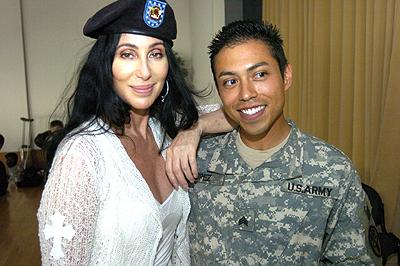
Cher visitando o Centro Médico Landstuhl Regional, lugar de cuidado de soldados feridos no Iraque e no Afeganistão; 12 de julho de 2006.

Os esforços filantrópicos de Cher incluem principalmente o apoio a pesquisas de saúde para a melhoria da qualidade de vida de pacientes, a defesa dos direitos de militares veteranos, o apoio a iniciativas de combate à pobreza e o auxílio a crianças vulneráveis. Desde 1990, ela serve como doadora, presidente nacional e porta-voz honorária da Children's Craniofacial Association, associação que tem como objetivo capacitar e dar esperanças a crianças facialmente desfiguradas e seus familiares. A associação promove anualmente o Cher's Family Retreat, evento que provém a pacientes com problemas crânio-faciais e seus familiares a oportunidade de interagir com outras pessoas que tenham passado por experiências semelhantes. Ao longo dos anos, durante suas turnês, ela doou frequentemente ingressos e passagens para os bastidores para famílias e grupos sem fins lucrativos que beneficiam crianças e jovens com deformidades faciais. Ela também apoia e promove a organização Get A-Head Charitable Trust, que visa melhorar a qualidade de vida de pessoas com doenças na cabeça e no pescoço. Em 1993, ela participou de um esforço humanitário na Armênia (seu pai era um refugiado armeno-americano), levando comida e suprimentos médicos para a região, que foi devastada pela Guerra de Nagorno-Karabakh. Ela também tem sua própria fundação, a Cher Charitable Foundation, que contribui com recursos financeiros para instituições de caridade e causas que a comovem.
Cher tem sido uma ativista vocal e defensora assídua dos soldados americanos e dos veteranos que retornaram da zona de guerra. Ela doou 130 mil dólares para a Operation Helmet, organização que fornece kits de capacetes gratuitos para as tropas no Iraque e Afeganistão. Ela também contribuiu para o Intrepid Fallen Heroes Fund, programa que ajuda na reabilitação de militares gravemente feridos em operações de guerra. Ela esteve engajada na construção de casas promovida pela organização Habitat for Humanity, que tem como meta a eliminação de condições de moradia inadequadas, e serviu como presidente nacional honorária da iniciativa "Raise the Roof", que busca envolver artistas no trabalho da organização. Ela também é doadora, arrecadadora de fundos e porta-voz internacional da organização Keep a Child Alive, que visa acelerar as ações para combater a AIDS, incluindo o fornecimento de medicamento anti-retroviral para crianças e suas famílias com HIV.
Cher esteve envolvida na construção de uma escola em Ukunda, no Quênia. A Peace Village School fornece alimentação balanceada, assistência médica, educação e atividades extracurriculares para mais de 300 órfãos e crianças vulneráveis, com idades entre 2 e 13 anos. O apoio da artista permitiu à escola adquirir terreno e construir moradias permanentes, além de novas instalações. Em parceria com a Malaria No More e outras organizações, ela também coordena um programa que busca erradicar a mortalidade e morbidade por malária na comunidade. Em 2020, Cher lançou a CherCares Pandemic Resource and Response Initiative (CCPRRI) ao lado do Dr. Irwin Redlener, chefe do Centro de Resposta e Recursos Pandêmicos da Universidade Columbia. O plano inicial da instituição de caridade é distribuir 1 milhão de dólares para "pessoas cronicamente negligenciadas e esquecidas" durante o surto de COVID-19, por meio do Entertainment Industry Foundation (EIF).

### Interesses políticos

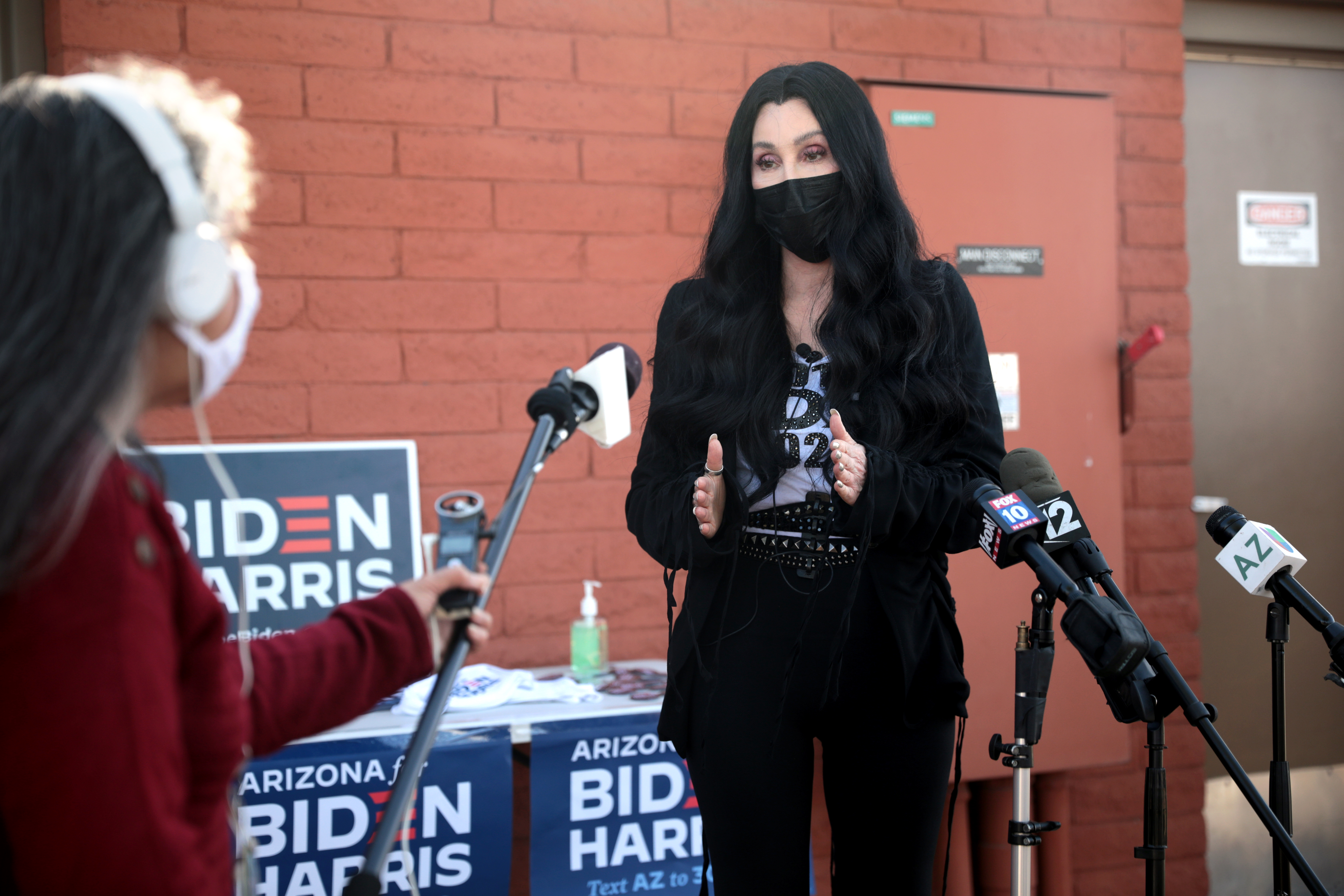
Cher falando com a imprensa em um centro de votação antecipada, no Fowler Elementary School District, em outubro de 2020

Embora Cher nunca tenha se declarado democrata, ela frequentemente participa de eventos e convenções do partido. Ao longo dos anos, ela se tornou conhecida por suas visões políticas, tendo sido uma crítica ferrenha do movimento conservador. Ela chegou a afirmar que "não entende como alguém pode querer se tornar um republicano", justificando que os oito anos sob a administração de George W. Bush "quase me mataram". Durante as eleições presidenciais de 2000, a ABC News noticiou que ela estava determinada a "fazer o que for possível para mantê-lo [Bush] longe do cargo". Dizendo, ainda, ao site: "Se você é negro, mulher ou qualquer minoria neste país, o que o motivaria a votar em um republicano? [...] Você não terá um único direito sobrando". Sobre Bush, ela disse: "Eu não gosto de Bush. Eu não confio nele. Eu não gosto de sua reputação. Ele é estúpido e preguiçoso".
Em 27 de outubro de 2003, Cher ligou para um programa da emissora política de televisão a cabo C-SPAN e contou sobre uma visita que fez ao hospital Walter Reed Army Medical Center, criticando a falta de cobertura da mídia e atenção do governo aos militares estadunidenses mutilados na guerra do Iraque. Ela também comentou que assiste ao canal todos os dias. Embora tenha se identificado como uma "artista sem nome", ela foi reconhecida pelo apresentador, que questionou seu apoio ao candidato presidencial independente Ross Perot durante as eleições presidenciais de 1992. Ela explicou: "Quando ouvi seu discurso, logo no início, achei que ele poderia trazer algum tipo de mudança [...] e menos partidarismo, mas depois, claro, eu, como todo mundo, fiquei completamente decepcionada por ele ter simplesmente desistido e fugido sem que ninguém soubesse explicar exatamente o porquê". Em 2006, ela ligou novamente para a C-SPAN na semana do Memorial Day, dessa vez representando a Operation Helmet, organização sem fins lucrativos que fornece capacetes para prevenir lesões na cabeça dos soldados em zona de guerra. Um mês depois, ela apareceu ao vivo no canal com o Dr. Bob Meaders, fundador da causa. No mesmo ano, ela explicou ao jornal Stars and Stripes seu posicionamento "contra a guerra do Iraque, mas a favor da permanência das tropas": "Eu não sou obrigada a ser a favor desta guerra para apoiar as tropas, porque estes homens e mulheres fazem o que acham certo e o que lhes mandam fazer. [...] Eles fazem o melhor que podem".
Em 2008, Cher apoiou Hillary Clinton nas eleições primárias presidenciais do Partido Democrata, declarando: "Eu gosto de Hillary e acho que ela daria uma melhor presidente. Considero Barack Obama um homem bom, altruísta [... e] inteligente e acho que em algum momento ele pode se tornar um grande líder. Só não acho que seja agora". Após Obama ganhar a nomeação democrata, ela apoiou sua candidatura em programas de televisão. No entanto, ela disse à revista Vanity Fair, em 2010, que ainda acha que Hillary teria feito um trabalho melhor, embora aceite o fato de que Obama tenha herdado problemas insuperáveis. Na entrevista, ela também se posicionou contra as políticas Sarah Palin ("Quando ela chegou, eu pensei: 'Ah, droga, isto é o fim'. Porque uma mulher burra é uma mulher burra") e Jan Brewer, então governadora do Arizona, que liderou a repressão à imigração no estado: "Ela é pior do que Palin, se é que isso é possível. [...] Ela manipula os serviços do Estado, mas eu não a deixaria manipular um controle remoto."
Em setembro de 2013, Cher recusou um convite para se apresentar na abertura dos Jogos Olímpicos de Inverno, de Sochi, na Rússia, devido a duras reformas legislativas contra a população LGBT no país. Em outubro de 2018, usou o Twitter para criticar Jair Bolsonaro, até então candidato a eleição presidencial daquele ano no Brasil, conhecido por afirmações descritas como "racistas, homofóbicas e misóginas". A artista o chamou de "porco", ressaltando que o mesmo deveria "passar o resto de sua vida na cadeia". Na eleição presidencial estadunidense de 2020, Cher apoiou Joe Biden, chegando a viajar para Nevada e Arizona para fazer campanha em nome dele e divulgou uma versão de "Happiness is Just a Thing Called Joe", uma canção concebida para o filme musical Cabin in the Sky (1943), com letras atualizadas para enaltecer o político.

## Legado
Cher é comumente referida pela mídia como a "Deusa do Pop." Rob Sheffield, da Rolling Stone, declarou que "não há outras carreiras remotamente como a dela, [particularmente] na história da música pop" e se referiu a artista como "a personificação em forma de mulher do pop espalhafatoso". De acordo com Phill Marder, da revista Goldmine, a cantora "foi e continua sendo uma das figuras mais dominantes da era do rock". Ele a descreveu como a líder de um esforço na década de 1960 para "promover a rebelião feminina no mundo do rock [e] o protótipo de rockstar feminina, estabelecendo o padrão de aparência, desde seus primeiros dias de hippie até seu posterior figurino estranho e sua atitude — a punk feminina perfeita, muito antes do punk ser um termo do rock". Joe Lynch descreveu Cher como "uma mulher pioneira em uma identidade musical andrógina em meados dos anos 60" e que, ao fazer isso, "preparou o terreno para pessoas como Bowie e Patti Smith".

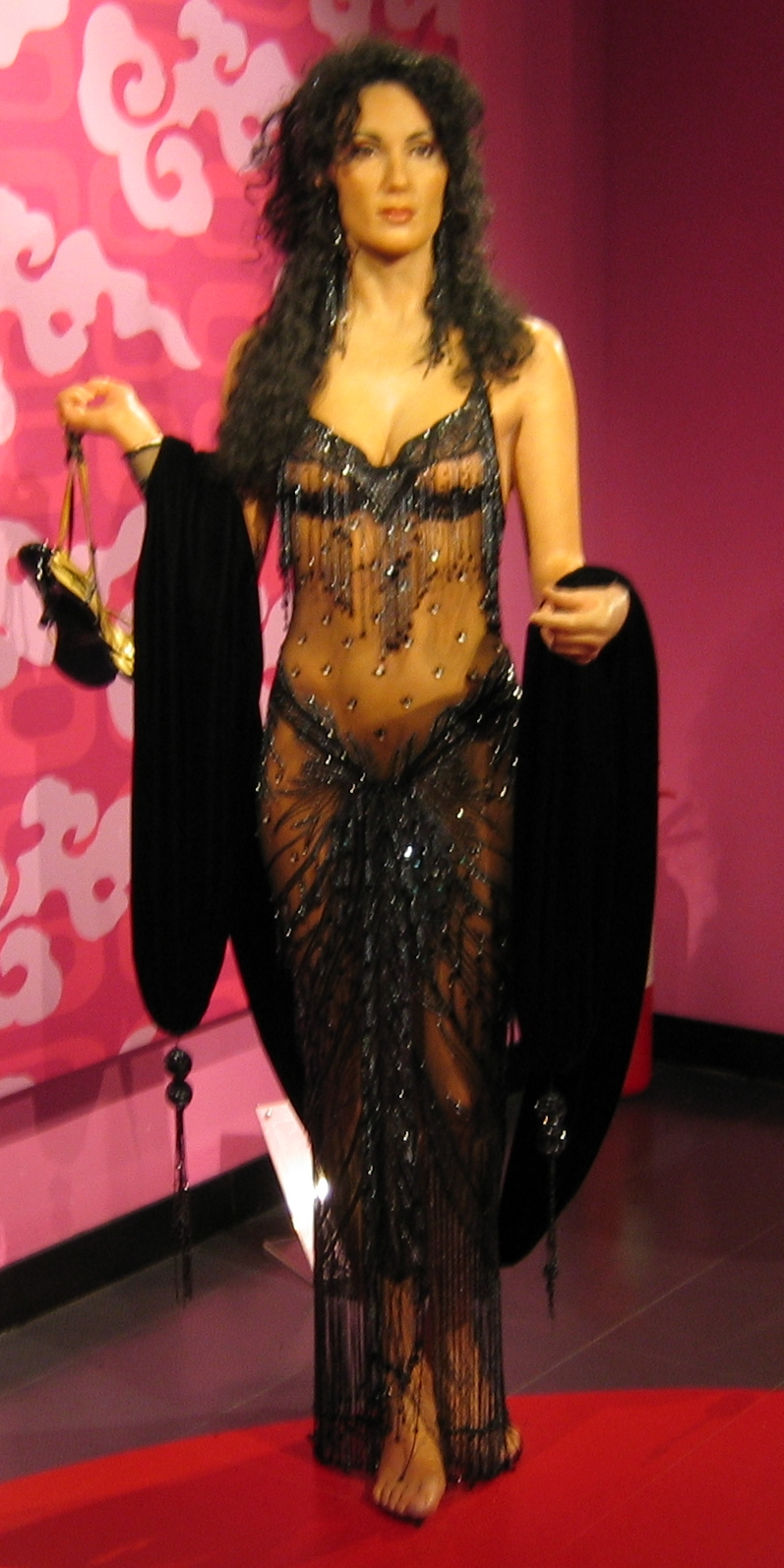
Estátua de cera de Cher numa exposição em Hong Kong, China. A obra veste um modelo similar ao que ela usou na 60ª cerimônia de entrega do Oscar, em 1988

Keith Caulfield, da Billboard, escreveu que "há divas e há Cher". Matthew Schneier, do The New York Times, afirmou: '[Cher] tornou-se monônima. Seu poder de estrela é tal que ela esporeou toda uma indústria de imitadores, tanto figurativos quanto literais". Shon Faye, da revista Dazed, elabora: "Se Madonna, Lady Gaga, Kylie e Cyndi Lauper estivessem jogando futebol, Cher seria o estádio em que jogariam e o sol que brilharia sobre elas." De acordo com Jeff Miers, do periódico The Buffalo News, "a música dela mudou com o tempo ao longo das décadas, em vez de mudar esses tempos por meio de um trabalho inovador"; no entanto, ele sentiu que as cantoras pop subsequentes foram fortemente inspiradas pelas habilidades de Cher de combinar espetáculo com profunda musicalidade [...] para torná-la válida declarações em uma ampla variedade de expressões idiomáticas de tendências [...] para facilitar sem esforço entre os subgêneros pop [e] para chocar sem alienar seus fãs", bem como por sua presença de palco carismática e o forte apoio LGBT entre sua base de fãs.
Cher repetidamente se reinventou através de várias personas, para as quais o professor Richard Aquila, da Universidade Estadual Ball, a chamou de "o camaleão definitivo do pop". De acordo com Marc Snetiker, da Entertainment Weekly, "Cher flutuou através de geração após geração, conquistando novos fãs, emocionando os antigos, reinventando seu próprio mito e brilhando esplendidamente através de tudo". Brooke Mazurek, da Billboard, credita a Cher como tendo "revolucionado a ideia do que uma estrela pop poderia realizar visualmente, a maneira como eles poderiam criar várias personas que vivem dentro e fora do palco." James Reed, do The Boston Globe, elabora: "Junto com David Bowie, ela é um dos camaleões originais da música pop, constantemente em fluxo e desafiando nossas percepções sobre ela [.]". O New York Times chamou Cher de a "Rainha do Comeback". De acordo com a autora Lucy O'Brien, "Cher adere ao sonho americano de reinvenção de si mesmo: 'Envelhecer não significa ficar obsoleto'".
Craig Crawford, em seu livro The Politics of Life: 25 Rules for Survival in a Brutal and Manipulative World (2007), descreve a artista como "um modelo de gestão de carreira flexível" e relaciona seus sucessos profissionais a uma constante reformulação de sua imagem de acordo com as tendências em evolução na cultura popular. Ele explica ainda que ela classificou "cada mudança drástica de estilo como outro exemplo de rebelião — uma imagem que lhe permitiu fazer mudanças calculadas enquanto parecia ser consistente". O autor Grant McCracken afirmou: "O termo 'reinvenção' agora é frequentemente usado para falar sobre as carreiras de celebridades americanas. Mas, no caso de Cher, é particularmente adequado [porque ela] tende a se agarrar a cada nova onda da moda [e] é violentamente varrida pela corrente de difusão e fora de moda. Apenas a recriação substancial permite que ela volte ao estrelato". Sua "integridade" e "perseverança" são destaques em Reaching Your Goals — um livro com histórias inspiradoras para crianças —, em que sua vida é detalhada enfatizando a importância da autorrealização: "Durante anos, Cher trabalhou muito para se tornar uma cantora de sucesso. Depois, trabalhou muito para se tornar uma atriz respeitada. Mesmo quando precisava de dinheiro, recusava papéis em filmes que não eram adequados para ela. Seu objetivo sempre foi ser uma boa atriz, não apenas uma atriz rica e famosa". Enquanto isso, Cher disse: "Eu me sinto como o para-choque de um carro, se você bater em uma parede, dê um passo para trás e vá em outra direção. E eu bati em muitas paredes na minha carreira. Mas eu não vou parar. Acho que talvez essa seja minha melhor qualidade: nunca desistir".
Alec Mapa, do The Advocate, elabora: "Enquanto o resto de nós dormia, Cher esteve lá nas últimas quatro décadas, vivendo cada uma de nossas fantasias de infância [...] Cher personifica uma liberdade imperdoável e destemor que apenas alguns de nós podem aspirar". Jancee Dunn, da Rolling Stone, a considera "a mulher mais legal que já calçou saltos. Sabe porquê? Porque seu lema é, 'eu não dou a mínima para o que você pensa, eu vou usar esta peruca multicolorida.' Existem pessoas por todo os Estados Unidos que, no fundo do coração, adorariam namorar pessoas com metade de sua idade, fazer várias tatuagens e usar cocares de penas. Cher faz isso por nós". Alexander Fury, do The Independent, escreveu que a cantora "representa um nível de fama aparentemente imortal [e] onipotente". Bego declarou: "Ninguém na história do show business teve uma carreira da magnitude e alcance de Cher. Ela foi uma estrela adolescente, uma apresentadora de televisão, uma modelo de revista de moda, uma estrela do rock, uma cantora pop, uma atriz da Broadway, uma estrela de cinema ganhadora do Oscar, uma sensação disco e o assunto de uma montanha de cobertura da imprensa". Lynch escreveu que "o mundo certamente seria diferente se ela não tivesse permanecido irrevogavelmente Cher desde o início". Seu êxito no gênero dance em 1998, inspirou outros artistas veteranos como Diana Ross, Lionel Richie e Tina Turner a emular seu som como forma de obter o mesmo sucesso.
O trabalho de Cher na música, cinema, televisão e moda influenciou artistas como Benjamin Francis Leftwich, Beyoncé, Bonnie McKee, Britney Spears, Bruno Mars, Christina Aguilera, Cyndi Lauper, Drew Barrymore, Dua Lipa, Gwen Stefani, Jennifer Lopez, Kacey Musgraves, Kanye West, Katy Perry, Lady Gaga, Lil' Kim, Lizzo, Miley Cyrus, Paulina Rubio, Pink, Marc Jacobs, Rihanna, Rita Ora, Rob Halford, RuPaul, Sarah Paulson, Saweetie, Taylor Swift, Tina Turner, Tracy Chapman e Troye Sivan.

## Conquistas
Como artista solo, Cher vendeu 100 milhões de gravações em todo o mundo (e outras 40 milhões como parte da dupla Sonny & Cher), tornando-se um dos artistas musicais que mais venderam de todos os tempos. Ela é uma das poucas artistas a ganhar três dos quatro principais prêmios da indústria do entretenimento estadunidense (EGOT — Emmy, Grammy, Oscar e Tony), e um dos cinco atores e cantores que consiguiram colocar um single número um nos Estados Unidos e ganhar um Oscar de ator. O primeiro single de Sonny & Cher, "I Got You Babe", é laureado como um Grammy Hall of Fame e foi destaque nas listas das 500 melhores canções de todos os tempos elaborada pela revista Rolling Stone em 2003 e 2021. A Billboard clamou "Gypsys, Tramps & Thieves" (1971) como "uma das melhores canções do século XX". Já "Believe" (1998) é a canção mais adquirida de todos os tempos no Reino Unido por uma artista feminina em carreira solo. Foi eleita a oitava música favorita do mundo em uma votação conduzida pela BBC em 2003 — sendo a única de um músico estadunidense a ser mencionado na lista. Em 1988, ela se tornou a primeira artista na história a ter um Oscar por atuação e um álbum certificado de ouro pela RIAA, desde o início da condecoração por vendas musicais em 1958.

Estrela da dupla Sonny & Cher na Calçada da Fama de Hollywood

Cher é a única artista a ter um single número um em alguma parada da Billboard por seis décadas consecutivas, dos anos 1960 aos 2020. Ela manteve lançamentos na posição máxima do Hot 100 durante o maior período de tempo da história: 33 anos, sete meses e três semanas entre "I Got You Babe", que liderou pela primeira vez em 14 de agosto de 1965, e "Believe", cuja última semana no topo foi em 3 de abril de 1999. Com a última citada, ela se tornou a artista feminina mais velha a ter uma música em primeiro lugar nos Estados Unidos, com 52 anos. A Billboard reconheceu-a como a 43.ª entre os 100 melhores artistas de todos os tempos. Em 2014, a mesma publicação a classificou como o 23.º músico com maior bilheteria em turnês desde 1990; uma receita total de 351,6 milhões de dólares e 4,5 milhões de espectadores em seus shows.
Cher conquistou várias condecorações honorárias, incluindo o prêmio Mulher do Ano (1985) pela Sociedade Teatral Hasty Pudding da Universidade Harvard, o Troféu Vanguarda no GLAAD Media Award, o Troféu Lendário nos World Music Awards, uma láurea especial de realização artística nos Billboard Music Awards. Em 2010, Cher recebeu a honra de colocar suas impressões de mãos e pegadas em cimento no pátio em frente ao Grauman's Chinese Theatre em Hollywood. Em 2017, a artista foi laureada com o Billboard Icon Award, entregue pelas mãos da cantora Gwen Stefani, que a descreveu como "um modelo para nos mostrar como ser forte e fiel a nós mesmos [e] a definição da palavra Ícone". Seu nome está em uma estrela na Calçada da Fama de Hollywood como parte da dupla Sonny & Cher. Em 2003, Cher constou na 43.ª ocupação no compilado dos 200 maiores ícones da cultura pop, sendo considerada uma "das pessoas que inspiraram e impactaram significativamente a sociedade estadunidense". Ao listar as 100 maiores mulheres na música, o VH1 colocou-a em 31.º lugar. A revista Esquire a posicionou no número 44 entre as 75 maiores musicistas de todos os tempos. Também foi classificada pela People como uma das 100 maiores estrelas de cinema de nosso tempo.

## Discografia
| - All I Really Want to Do (1965) - The Sonny Side of Chér (1966) - Chér (1966) - With Love, Chér (1967) - Backstage (1968) - 3614 Jackson Highway (1969) - Gypsys, Tramps & Thieves (1971) - Foxy Lady (1972) - Bittersweet White Light (1973) - Half-Breed (1973) - Dark Lady (1974) - Stars (1975) - I'd Rather Believe in You (1976) | - Cherished (1977) - Take Me Home (1979) - Prisoner (1979) - Black Rose (1980) - I Paralyze (1982) - Cher (1987) - Heart of Stone (1989) - Love Hurts (1991) - It's a Man's World (1995) - Believe (1998) - Not.com.mercial (2000) - Living Proof (2001) - Closer to the Truth (2013) - Dancing Queen (2018) - Christmas (2023) |

## Filmografia

### Cinema
| Ano  | Título                                                 | Papel             |
| ---- | ------------------------------------------------------ | ----------------- |
| 1965 | Wild on the Beach                                      | Ela mesma         |
| 1967 | Good Times                                             | Ela mesma         |
| 1969 | Chastity                                               | Chastity          |
| 1982 | Come Back to the Five and Dime, Jimmy Dean, Jimmy Dean | Sissy             |
| 1983 | Silkwood                                               | Dolly Pelliker    |
| 1985 | Mask                                                   | Rusty Dennis      |
| 1987 | The Witches of Eastwick                                | Alexandra Medford |
| 1987 | Suspect                                                | Kathleen Riley    |
| 1987 | Moonstruck                                             | Loretta Castorini |
| 1990 | Mermaids                                               | Sra. Flax         |
| 1992 | The Player                                             | Ela mesma         |
| 1994 | Prêt-à-Porter                                          | Ela mesma         |
| 1996 | Faithful                                               | Margaret          |
| 1999 | Tea with Mussolini                                     | Elsa Strauss      |
| 2003 | Stuck on You                                           | Ela mesma         |
| 2010 | Burlesque                                              | Tess              |
| 2011 | Zookeeper                                              | Janet (voz)       |
| 2018 | Mamma Mia! Here We Go Again                            | Ruby Sheridan     |
| 2020 | Bobbleheads: The Movie                                 | Ela mesma         |

### Televisão
| Ano       | Título                         | Papel              | Notas                                                                        |
| --------- | ------------------------------ | ------------------ | ---------------------------------------------------------------------------- |
| 1967      | The Man from U.N.C.L.E.        | Ramona             | Episódio: "The Hot Number Affair"                                            |
| 1971      | Love, American Style           | April              | Episódio: "Love and Operation Model/Love and the Sack/Love and the Triangle" |
| 1972      | The New Scooby-Doo Movies      | Ela mesma          | Episódio: "The Secret of Shark Island"                                       |
| 1979      | Cher... and Other Fantasies    | Ela mesma          | Filme de TV                                                                  |
| 1996      | If These Walls Could Talk      | Dra. Beth Thompson | Filme de TV                                                                  |
| 2000-2002 | Will & Grace                   | Ela mesma          | 2 episódios                                                                  |
| 2004      | Sesame Street                  | Ela mesma          | Episódio: "Cookie Monster writes a story"                                    |
| 2017      | Home: Adventures with Tip & Oh | Chercophonie       | Episódio: "Chercophonie/Oh, Man, and the Sea"                                |
| 2021      | Scooby-Doo and Guess Who?      | Ela mesma          | Episódio: "Cher, Scooby and the Sargasso Sea"                                |

### Video game
| Ano  | Título             | Papel   |
| ---- | ------------------ | ------- |
| 1996 | 9: The Last Resort | Isadora |

## Outros trabalhos
- Turnês de Cher

| Turnês e concertos - Take Me Home Tour (1979–1982) - Heart of Stone Tour (1989–1990) - Love Hurts Tour (1992) - Do You Believe? Tour (1999–2000) - Living Proof: The Farewell Tour (2002–2005) - Cher at the Colosseum (2008–2011) - Dressed to Kill Tour (2014) - Classic Cher (2017) - Here We Go Again Tour (2018–2019) | Livros - Cher: Forever Fit - The Lifetime Plan for Health, Fitness and Beauty (1992) - Cooking for Cher por Andrew Ennis (1997) Cher é creditada por ter escrito o prefácio - The First Time (1999) com Jeff Coplon - Mixed: Portraits of Multiracial Kids por Kip Fulbeck (2010) Cher é creditada por ter escrito o posfácio Peças de teatro - Come Back to the Five and Dime, Jimmy Dean, Jimmy Dean (1982) |